# Sibiu
Sibiu (pronúncia em romeno: AFI: /siˈbiw/; forma antiquada: Sibiiu; em alemão: Hermannstadt, AFI: /ˈhɛʁmanʃtat/; em dialeto saxão transilvano: Härmeschtat; em húngaro: Nagyszeben, AFI: /ˈnɒcsɛbɛn/; em latim: Cibinium) é um município e a maior cidade do sul da região histórica da Transilvânia, Roménia. É a capital do județ (distrito) homónimo.
O município tem 121 km² de área e em 2017 estimava-se que tivesse 169 317 habitantes (densidade: 1 399,3 hab./km²). Segundo o censo de 2011 tinha 147 245 habitantes, 1,1% deles de ascendência alemã. Situada 275 km a noroeste da capital nacional Bucareste, junto ao rio Cibin, afluente do Olt, Sibiu foi outrora o centro dos saxões da Transilvânia. A esmagadora maioria da população foi germânica até meados do século XIX, tendo-se romenizado progressivamente desde então e passando ser maioritariamente romena nos anos 1930; em 2011 só pouco mais de 1% da população era saxã, o que não impedia que a influência cultural e política dessa comunidade continuasse a ser relevante. Em consequência, a arquitectura local é tipicamente germânica. Entre 1692 e 1791 e entre 1849 e 1865 foi a capital do Principado da Transilvânia. É um dos centros culturais, universitários mais importantes da Roménia, além dum centro logístico onde convergem as principais vias de comunicação da Transilvânia.
Tendo sido poupada tanto das guerras como dos planos urbanísticos da era Ceaușescu que fizeram desaparecer grande parte do património edificado noutras partes da Roménia, Sibiu conserva numerosos monumentos civis, religiosos e militares góticos, renascentistas e barrocos, além de numerosas casas residenciais antigas. A sua nomeação como Capital Europeia da Cultura em 2007, juntamente com a cidade do Luxemburgo, estimulou uma extensa campanha de restauro, embelezamento e reabilitação urbana. Os monumentos, a riqueza dos museus e a beleza natural da região envolvente contribuem para que Sibiu seja um dos destinos turísticos mais populares da Roménia. A vizinha serra de Făgăraș, um destino popular de trekking, onde se situam as estâncias de esqui de Păltiniș e Arena Platos, destinos populares de turismo de inverno. Em 2008, um painel de especialistas formado pela revista Forbes considerou Sibiu o oitavo local da Europa mais edílico para se viver.

## História
Sibiu foi fundada em 1190 por colonos alemães (saxões transilvanos). Fui construída sobre um assentamento romano conhecido a inícios da Idade Média como Caedonia, aparentemente desabitado no momento da chegada dos saxões.[carece de fontes?] A primeira menção histórica a Sibiu data de 1191, quando o Papa Celestino III confirmou a existência da prepositura da comunidade dos colonos saxões (alemães) na Transilvânia com sede em Sibiu, designada pelo nome em latim Cibinium. Sensivelmente na mesma época, foi fundado um priorado e o nome latino de Villa Hermanni é atestado a partir de 1223.[carece de fontes?]
Na antiga Szászföld (nome alemão do cojunto dos cantões dos saxões transilvanos), Sibiu era a capital do Hermannstädter Stuhl ("Cadeira de Sibiu"), o mais importante dos cantões saxões em termos de população e área, que se estendia a sul até à cordilheira dos Cárpatos e era limitado a leste, norte e oeste respetivamente pelos cantões de Leschkirch (Nocrich), Mediasch (Mediaș) e Reußmarkt (Miercurea Sibiului). Em Sibiu convergiam as principais rotas comerciais da Transilvânia, nomeadamente as que iam para sul, em direção à Valáquia pelo passo da Torre Vermelha. Esta situação privilegiada de cruzamento de vias de comunicação foi benéfica para o desenvolvimento da cidade mas também está na origem de ao longo da história ter sido alvo de violentos ataques, nomeadamente dos otomanos.[carece de fontes?]

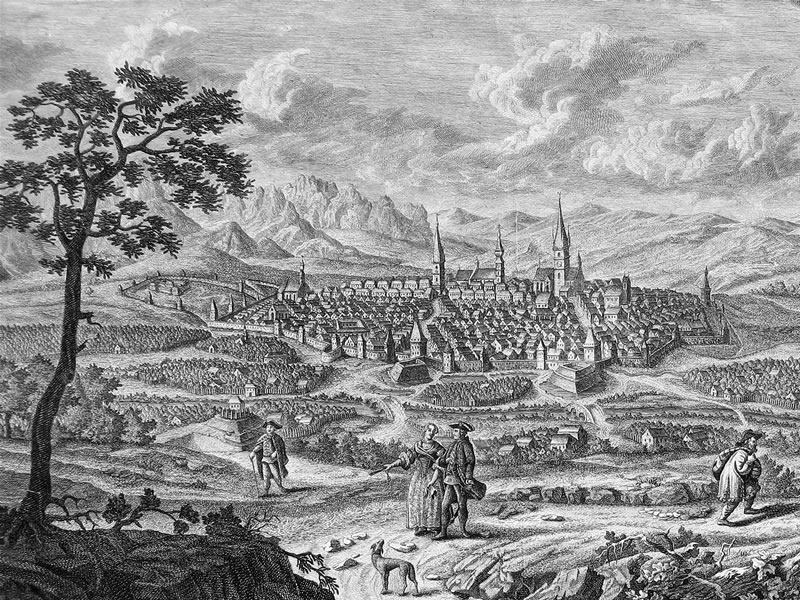
Vista de Sibiu desde norte, numa gravura de meados do século XVIII

Em 1241 a cidade foi destruída durante uma invasão mongol, mas restabeleceu-se rapidamente. No século XIV, a cidade era um importante centro comercial e uma das cidades alemãs mais importantes da Transilvânia, senão a mais importante, pois além de ser um centro comercial, administrativo e eclesiástico, tinha as fortificações mais extensas de toda a Transilvânia.[carece de fontes?] Em 1376 os artesãos estavam organizados em 19 corporações de ofício. Sibiu tornou-se a cidade etnicamente germânica mais importante das sete cidades que deram à Transilvânia o seu nome em alemão Siebenbürgen ("Sete Cidadelas"), onde se instalou a Universitas Saxorum ("Comunidade dos Saxões"), uma rede de pedagogos, padres, intelectuais, funcionários e vereadores municipais da comunidade alemã que criaram um sistema legal e político na Transilvânia a partir da primeira década do século XV.
Para fazer face à ameaça turca, a cidade foi dotada de três cercas de muralhas, que ainda se conservam parcialmente na atualidade, com dezenas de torres e várias grandes portas. Hermannstadt foi assediada pelos otomanos em várias ocasiões, mas nunca foi tomada, o que lhe valeu o epíteto de "Bastião da Cristandade". Porém, os exércitos de passagem ou que cercavam a cidade arrasavam as terras vizinhas. A cidade só foi tomada militarmente uma vez, quando o príncipe húngaro da Transilvânia Gabriel I Báthory (r. 1608–1613) logrou invadi-la através dum estratagema, tendo saqueado e expulsado todos os habitantes alemães. Até à primeira década do século XVIII só viviam saxões na cidade intramuros.[carece de fontes?]
Durante os séculos XVIII e XIX, a cidade tornou-se o segundo centro mais importante de romenos étnicos e mais tarde o primeiro. O primeiro banco detido por romenos — o Banco Albina — foi fundado em Sibiu, o mesmo acontecendo com Associação Cultural ASTRA (Associação Transilvana para a Literatura e Cultura Romenas). Após o reconhecimento oficial da Igreja Ortodoxa Romena pelo Império Habsburgo, a partir da década de 1860, Sibiu foi sede metropolitana e ainda hoje a cidade é considerada o terceiro centro mais importante daquela igreja. Entre a revolução húngara de 1848 e 1867 (o ano do Ausgleich), era em Sibiu que se reunia a  Dieta da Transilvânia, que tomou a sua forma mais representativa após o governo imperial ter concordado em estender o direito de voto na região.[carece de fontes?]
Após o fim da Primeira Grande Guerra, quando o Império Austro-Húngaro foi dissolvido, Sibiu passou a fazer parte da Roménia. Até 1941, a maioria dos seus habitantes continuou a ser etnicamente germânica, apesar das comunidades romena e húngara também serem numerosas. A partir da década de 1950 e até depois de 1990, a maior parte da população de ascendência alemã emigrou para a Alemanha. Entre os pouco mais de mil que não tinham imigrado em 2011, encontra-se Klaus Iohannis, que antes de ser eleito Presidente da Roménia em 2014, foi prefeito de Sibiu. A prefeita eleita em 2016, Astrid Fodor, também é saxã transilvana e pertence ao partido Fórum Democrático dos Alemães da Roménia.[carece de fontes?]

### Cronologia

#### Eventos de importância internacional ligados a Sibiu

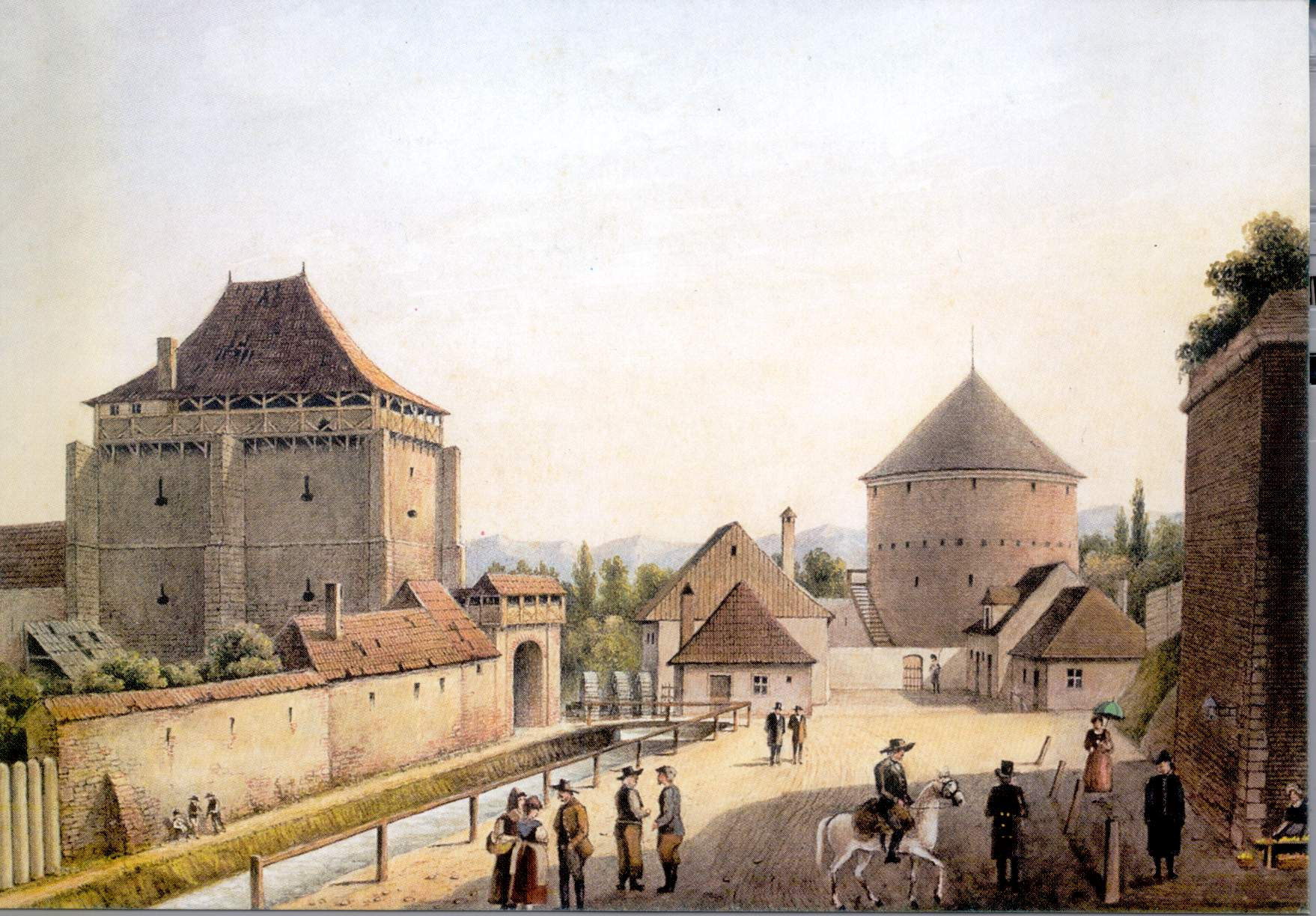
A porta Burger-Ocnei; pintura de Johann Böbel de 1857

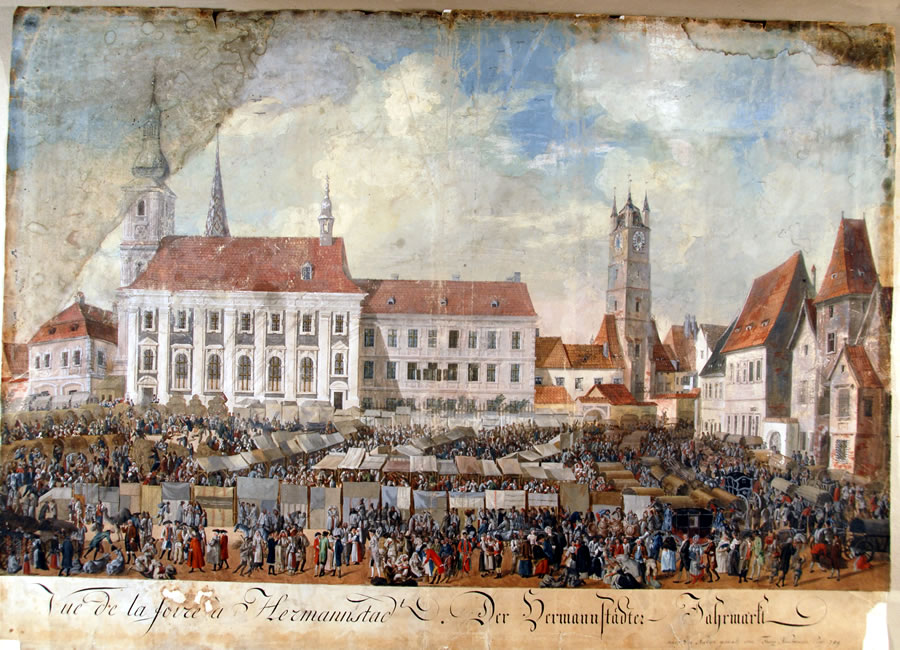
Feira Anual de Sibiu na Praça Grande; pintura de 1789 de Franz Neuhauser, o Jovem

- 1671 — descoberta de metano perto de Sibiu
- 1782 — o químico Franz Joseph Müller descobre o telúrio
- 1795 — o primeiro para-raios do Sudeste da Europa é instalado em Sibiu
- 1853 — publicação do primeiro número do Telegraful Român ("Telégrafo Romeno"), o jornal mais antigo do Sudeste da Europa ainda publicado[11]
- 1896 — instalação da primeira rede elétrica do Sudeste da Europa

#### Eventos de importância nacional ocorridos em Sibiu
- 1292 — fundação do hospital mais antigo do atual território romeno
- 1380 — criação da primeira escola de que há registo no atual território romeno
- 1494 — abertura da primeira farmácia da Roménia
- 1534 — primeiro moinho (fábrica) de papel da Roménia
- 1544 — edição do primeiro livro em língua romena
- 1817 — abertura do Museu Brukenthal, o mais antigo da Roménia
- 1859 — inauguração da primeira ponte em ferro da Roménia
- 1875 — abertura da primeira fábrica de automóveis da Transilvânia
- 1895 — abertura do Museu de História Natural
- 1896 — primeiras centrais elétricas da Roménia
- 1928 — abertura do primeiro jardim zoológico da Roménia
- 1989 — Sibiu é a segunda cidade romena a opor-se ao comunismo
- 2007 — Capital Europeia da Cultura

## Geografia
Sibiu encontra-se perto do centro geográfico da Roménia, na depressão de Cibin, a um quilómetro da serra de Făgăraș, a 12 km da serra de Cindrel e a 15 km da serra de Lotrului, que limitam a depressão a sudoeste. A norte e leste de Sibiu encontra-se a meseta de Târnavelor, que desce para o vale de Cibin através do monte Gușteriței.[carece de fontes?]
A cidade é atravessada pelo rio Cibin e outros cursos de água mais pequenos. A posição geográfica de Sibiu faz da cidade um dos centros de transportes mais importantes da Roménia, onde passam estradas e linhas ferroviárias de primeira importância.[carece de fontes?]

### Clima
O clima de Sibiu é do tipo continental húmido, com temperaturas médias entre 8 e 9 °C. A precipitação média anual é 627 mm e há cerca de 120 de gelo intenso por ano.
| Dados climatológicos para Sibiu | Dados climatológicos para Sibiu | Dados climatológicos para Sibiu | Dados climatológicos para Sibiu | Dados climatológicos para Sibiu | Dados climatológicos para Sibiu | Dados climatológicos para Sibiu | Dados climatológicos para Sibiu | Dados climatológicos para Sibiu | Dados climatológicos para Sibiu | Dados climatológicos para Sibiu | Dados climatológicos para Sibiu | Dados climatológicos para Sibiu | Dados climatológicos para Sibiu |
| Mês | Jan                             | Fev                             | Mar                             | Abr                             | Mai                             | Jun                             | Jul                             | Ago                             | Set                             | Out                             | Nov                             | Dez                             | Ano                             |
| --- | ------------------------------- | ------------------------------- | ------------------------------- | ------------------------------- | ------------------------------- | ------------------------------- | ------------------------------- | ------------------------------- | ------------------------------- | ------------------------------- | ------------------------------- | ------------------------------- | ------------------------------- |
| Temperatura máxima recorde (°C) | 15,6                            | 21,3                            | 30,6                            | 30,2                            | 32,1                            | 35,4                            | 38,3                            | 38,4                            | 39,5                            | 32,5                            | 27,0                            | 19,3                            | 39,5                            |
| Temperatura máxima média (°C) | 1,8                             | 4,5                             | 10,1                            | 16,0                            | 21,3                            | 24,2                            | 26,3                            | 26,2                            | 21,4                            | 16,2                            | 9,1                             | 3,1                             | 15,0                            |
| Temperatura média (°C) | −2,8                            | −1,2                            | 3,8                             | 9,6                             | 14,9                            | 18,0                            | 19,7                            | 19,1                            | 14,4                            | 9,1                             | 3,4                             | −1,3                            | 8,9                             |
| Temperatura mínima média (°C) | −6,9                            | −5,9                            | −1,2                            | 3,9                             | 8,6                             | 11,6                            | 13,3                            | 12,7                            | 8,7                             | 3,5                             | −1,2                            | −5,3                            | 3,5                             |
| Temperatura mínima recorde (°C) | −31,8                           | −31,0                           | −24,5                           | −12,0                           | −3,6                            | 1,0                             | 4,2                             | 1,0                             | −3,6                            | −9,4                            | −21,3                           | −29,8                           | −31,8                           |
| Precipitação (mm) | 24,9                            | 25,0                            | 33,9                            | 52,8                            | 69,0                            | 92,9                            | 92,0                            | 76,7                            | 59,8                            | 39,9                            | 31,3                            | 31,0                            | 629,2                           |
| Queda de neve média (cm) | 11,0                            | 11,0                            | 7,4                             | 4,8                             | 0,0                             | 0,0                             | 0,0                             | 0,0                             | 0,0                             | 1,7                             | 4,5                             | 6,5                             | 46,9                            |
| Dias com precipitação (0.1 mm) | 11,2                            | 10,5                            | 11,2                            | 13,1                            | 15,2                            | 14,5                            | 13,3                            | 10,4                            | 10,6                            | 9,0                             | 9,7                             | 12,1                            | 140,8                           |
| Humidade relativa (%) | 87                              | 79                              | 71                              | 67                              | 68                              | 71                              | 71                              | 72                              | 76                              | 78                              | 80                              | 86                              | 75                              |
| Insolação (h) | 68                              | 97                              | 138                             | 164                             | 215                             | 228                             | 248                             | 238                             | 172                             | 148                             | 89                              | 61                              | 1 866                           |
| Fontes: Organização Meteorológica Mundial, Ogimet (temperaturas médias e sol entre 1981 e 2010), Instituto Nacional de Estatística da Romênia (recordes entre 1901 e 2000), NOAA (neve entre 1961 e 1990), Deutscher Wetterdienst (umidade entre 1973 e 1993) |                                 |                                 |                                 |                                 |                                 |                                 |                                 |                                 |                                 |                                 |                                 |                                 |                                 |

### Demografia
O Instituto Nacional de Estatística da Roménia estimava que em 2017 o município tinha 169 317 habitantes (densidade: 1 399,3 hab./km²). Segundo o censo de 2011 tinha 147 245 habitantes (densidade: 1 216,9 hab./km²), o que faz de Sibiu a 14.ª maior cidade romena em termos de população. Em 2011, a composição étnica era a seguinte: 95,9% romenos, 1,6% húngara (magiares), 1,1% saxões da Transilvânia (alemães) e 0,4% ciganos. A população diminuiu 4,9% entre 2002 e 2011 e cresceu praticamente 15% entre 2011 e 2017.
| População total | População total | População total | Distribuição por etnias | Distribuição por etnias | Distribuição por etnias | Distribuição por etnias | Distribuição por etnias | Distribuição por etnias |
| ano             | habitantes      | %±              | romenos                 | romenos                 | húngaros                | húngaros                | alemães                 | alemães                 |
| --------------- | --------------- | --------------- | ----------------------- | ----------------------- | ----------------------- | ----------------------- | ----------------------- | ----------------------- |
| 1850            | 12 765          | sem dados       | 2 089                   | 16,4%                   | 977                     | 7,7%                    | 8 790                   | 68,9%                   |
| 1880            | 19 446          | 52,3%           | 2 810                   | 14,5%                   | 2 065                   | 10,6%                   | 14 327                  | 73,7%                   |
| 1890            | 21 465          | 10,4%           | 4 581                   | 21,3%                   | 3 199                   | 14,9%                   | 13 148                  | 61,3%                   |
| 1900            | 29 577          | 37,8%           | 7 106                   | 24%                     | 5 747                   | 19,4%                   | 16 141                  | 54,6%                   |
| 1910            | 33 489          | 13,2%           | 8 824                   | 26,3%                   | 7 252                   | 21,7%                   | 16 832                  | 50,3%                   |
| 1920            | 32 748          | −2,2%           | 8 553                   | 26,1%                   | 4 291                   | 13,1%                   | 18 218                  | 55,6%                   |
| 1930            | 49 345          | 50,7%           | 19 006                  | 38,5%                   | 6 782                   | 13,7%                   | 22 045                  | 44,7%                   |
| 1941            | 63 765          | 29,2%           | 33 829                  | 53,1%                   | 4 262                   | 6,7%                    | 23 574                  | 37%                     |
| 1948            | 60 602          | −5%             | 37 371                  | 61,7%                   | 5 060                   | 8,3%                    | 16 359                  | 27%                     |
| 1956            | 90 475          | 49,3%           | 60 526                  | 66,9%                   | 4 772                   | 5,3%                    | 24 636                  | 27,2%                   |
| 1966            | 109 515         | 21%             | 78 548                  | 71,7%                   | 5 124                   | 4,7%                    | 25 387                  | 23,2%                   |
| 1977            | 151 005         | 37,9%           | 119 507                 | 79,1%                   | 5 111                   | 3,4%                    | 25 403                  | 16,8%                   |
| 1992            | 169 610         | 12,3%           | 158 863                 | 93,7%                   | 4 163                   | 2,5%                    | 5 605                   | 3,3%                    |
| 2002            | 154 892         | −8,7%           | 148 269                 | 95,7%                   | 3 135                   | 2%                      | 2 508                   | 1,6%                    |
| 2011            | 147 245         | −4,9%           | 131 414                 | 89,2%                   | 2 131                   | 1,4%                    | 1 481                   | 1%                      |
| 2017            | 169 317         | 9,3%            |                         |                         |                         |                         |                         |                         |

| Confissão         | 1910 | 2002 |
| ----------------- | ---- | ---- |
| ortodoxos romenos | 18%  | 91%  |
| greco-católicos   | 8%   | 1%   |
| católicos romanos | 20%  | 2%   |
| luteranos         | 42%  | 2%   |
| calvinistas       | 7%   | 1%   |
| judeus            | 4%   | <1%  |
| outros            | 1%   | 4%   |

#### Presença alemã

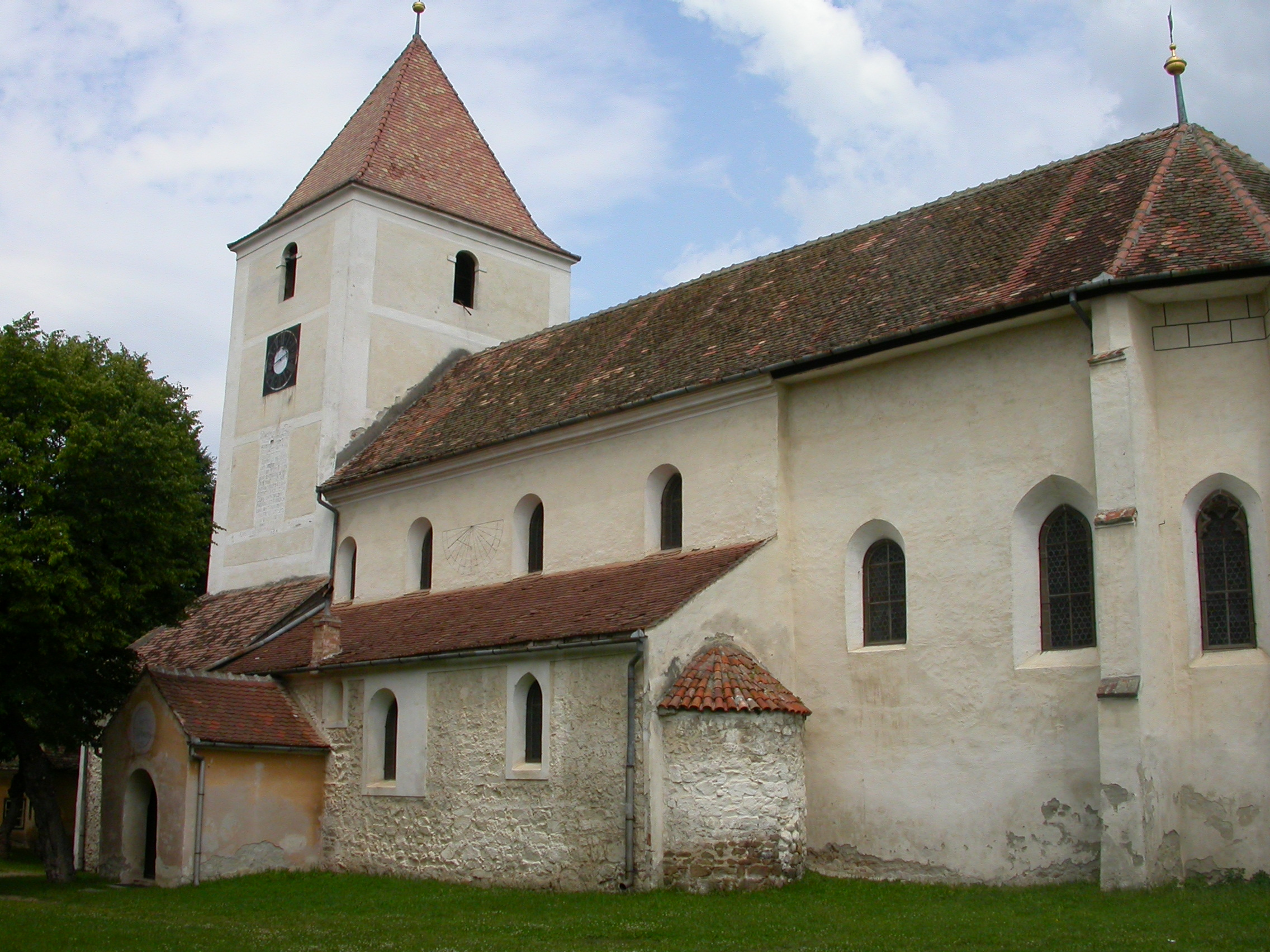
Igreja evangélica fortificada de ,um arrabalde de Sibiu

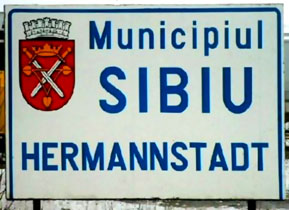
Placa toponímica bilingue em romeno e alemão

Não obstante as emigrações maciças que ocorreram a partir de meados da década de 1970, quando o regime comunista romeno caiu em 1989, ainda residiam em Sibiu cerca de 20 000 saxões da Transilvânia. A partir de 1990 a população alemã não cessou de diminuir, ao ponto de se tornar menor do que a da minoria húngara. No entanto, a cidade tornou-se oficialmente bilingue — as placas de nomes de localidades e de informação turística estão escritas em romeno e em alemão e administrativamente a cidade é designada Sibiu/Hermannstadt.[carece de fontes?]
Há uma revista semanal de língua alemã, a Hermannstädter Zeitung, uma editora privada (a Hora Verlag) que publica regularmente publicações em alemão e uma tipografia moderna (a Honterus-Druckerei), cujos donos são da minoria alemã. Há escolas pré-primárias e primárias que lecionam em alemão, bem como uma escola superior alemã (o Colégio Nacional Samuel von Brukenthal), que goza de excelente reputação em todo o país e cujo grau de bacharel é reconhecido pelas universidades alemãs. Há também uma escola de formação de professores, que forma educadores e professores germanófonos. Há quatro escolas superiores onde as aulas são lecionadas em alemão e na Universidade Lucian Blaga há alguns cursos que podem ser seguidos em alemão. Há também uma faculdade alemã de teologia evangélica, onde a Igreja Evangélica C.A. (que se reclama da Confissão de Augsburgo; em alemão: Augsburger Bekenntnis ou A.B.) da Roménia forma os seus sacerdotes. Há ainda uma academia da Igreja Evangélica C.A. em Neppendorf, um casa de retiro evangélica alemã (a arl-Wolff-Altenheim) e uma intensa vida comunitária.[carece de fontes?]
Após o exôdo da maioria dos saxões transilvanos, todos os objetos importantes, como peças de arte, de culto, missais, registos, documentos de arquivo, etc., foram transferidos das comunidades evangélicas dissolvidas e das aldeias abandonadas para arquivos, armazéns e bibliotecas episcopais, ficando em locais seguros. Atualmente é o Centro Cultural e de Reencontro Friedrich Teutsch que tem a seu cargo os arquivos centrais da minoria alemã. Esses arquivos incluem ricas coleções de objetos e documentos históricos, cuja manutenção e catalogação tem sido apoiada financeiramente sobretudo pela Fundação Volkswagen. O edifício dos arquivos alberga também o Museu da Igreja Evangélica C.A. na Roménia (em alemão: Museum der Evangelischen Kirche A.B. in Rumänien).[carece de fontes?]

## Política
Não obstante os alemães étnicos representarem menos de 2% da população, Klaus Iohannis, o antigo presidente do Fórum Democrático dos Alemães da Roménia, eleito Presidente da Roménia em 2014, esteve à frente do governo municipal entre 2000 e 2014. Foi reeleito prefeito com maiorias esmagadoras (88,7% dos votos em 2004 em 2008 e 83,3% em 2008). Quando abandonou o cargo para assumir a presidência da república, foi substituído pela vice-prefeita Astrid Fodor, também ela saxã transilvana. Nas eleições de 2016, Astrid Fodor foi eleita prefeita com 57,2% dos votos; o Partido Social-Democrata ficou em segundo lugar com 18,8% e o Partido Nacional Liberal em terceiro com 10,9%.

### Cidades gémeas
Sibiu tem acordos de geminação com as seguintes cidades:
 Landshut (Alemanha), desde 2002
 Marburgo (Alemanha), desde 2005
 Klagenfurt (Áustria), desde 1996
 Mechelen (Bélgica), desde 1996
 Bauru (Brasil), desde 1995
 Columbia (Estados Unidos), desde 1994
 Rennes (França), desde 1999
 Thorigné-Fouillard (França)
 Takayama (Japão), desde 2009
 Deventer (Países Baixos), desde 2007
 Wirral (Reino Unido), desde 1994
 Valência (Venezuela), desde 1993

## Economia e infraestruturas

### Economia

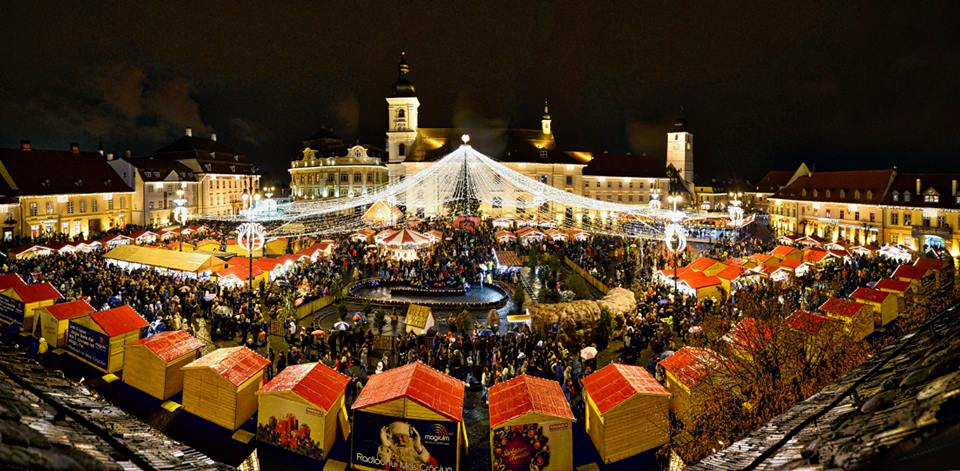
Mercado de Natal na na Praça Grande, em dezembro de 2014

Sibiu é um polo económico importante para a Roménia, onde há elevados investimentos estrangeiros. É um centro industrial importante no fabrico componentes para automóveis, onde funcionam fábricas da ThyssenKrupp Bilstein-Compa, Takata, Continental e NTN. Outras indústrias incluem componentes de maquinaria, têxteis, agroindústria e componentes elétricos (da Siemens). Na cidade está sediada a segunda maior bolsa de valores romena.[carece de fontes?]
As principais atividades industriais estão concentradas em duas zonas industrais situadas nos arredores da cidade: o Centro Económico Oriental, ao longo da linha ferroviária para Brașov e Râmnicu Vâlcea, e o Centro Económico Ocidental, junto à saída para Sebeș e perto do aeroporto. A zona comercial situada na comuna vizinha de Șelimbăr tem grande importância na economia local; inclui um centro comercial e várias lojas de grandes retalhistas. O turismo tem cada vez mais relevância económica e tem vindo a crescer de forma constante desde 2007.[carece de fontes?]

### Transportes

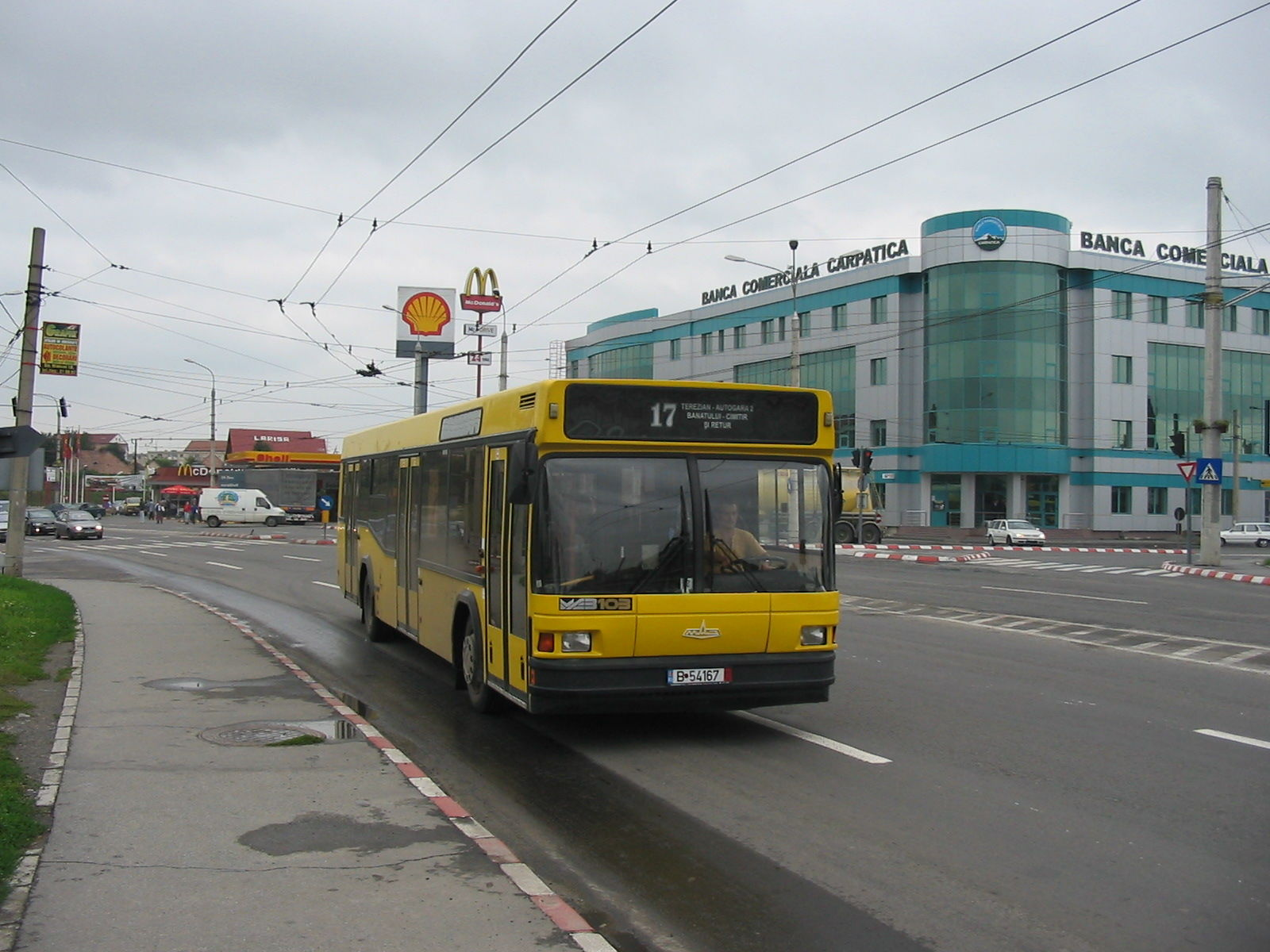
Autocarro urbano de Sibiu

Devido à sua situação central na Roménia, em Sibiu cruzam-se ou passam alguns dos eixos rodoviários e ferroviários mais importantes do país. A cidade dispõe de um serviço de transportes públicos de autocarros, administrado pela empresa municipal Tursib, que também serve os arredores, numa área total de 120 km², com uma frota que em 2018 tinha 108 autocarros. A cidade é um polo importante do transporte nacional e internacional por autocarros. A maior empresa rodoviária de passageiros da Roménia, a Atlassib, tem a sua sede em Sibiu.[carece de fontes?]
Em Sibiu passam duas estradas europeias (a E68 e a E81) e o principal eixo leste-oeste da Roménia, a Autoestrada A1, que quando estiver completamente construída ligará Bucareste à Hungria através da cidade fronteiriça de Nădlac. As cidades importantes mais próximas de Sibiu na A1 são Pitești, a sudeste, e Deva e Timișoara, a oeste. Outras estradas importantes que passam em Sibiu são as estradas nacionais DN1, DN7 e DN14. As duas primeiras ligam Bucareste à Hungria (direção sudeste-noroeste) e a DN14 liga Sibiu a Sighișoara via Copșa Mică (direção sudoeste-nordeste).
As linhas ferroviárias 200 (Brașov — Făgăraș — Sibiu — Arad — fronteira húngara) e 206 (Sibiu — Mediaș) cruzam-se em Sibiu. A cidade tem cinco estações — Gara Mare ("Estação Grande"), Gara Micǎ ("Estação Pequena"), Turnișor, Sibiu Triaj e Halta Ateliere Zonă — um depósito de locomotivas a diesel e um terminal de carga. Há numerosos comboios diários que ligam Sibiu a outras cidades importantes romenas, como Cluj-Napoca, Brașov, Craiova, Timișoara e Bucareste.
Desde a década de 2000 que o uso da bicicleta voltou a ser muito popular. A cidade tem 43 km de ciclovias e diversas empresas de aluguer de bicicletas.[carece de fontes?]
A cidade é servida pelo Aeroporto Internacional de Sibiu (IATA: SBZ, ICAO: LRSB). Situado 3 km a oeste da cidade, em 2017 serviu 533 306 passageiros e 7 714 voos comerciais. Desde que foi renovado em 2006–2008, o movimento não tem parado de crescer — mais de 140% entre 2009 e 2017. Em 2018 servia voos para várias capitais da Europa Ocidental e várias cidades alemãs.

### Saúde
Sibiu é um dos centros médicos mais importantes da Roménia, onde existem muitas infraestruturas médicas importantes, como o Hospital Distrital, o Hospital Académico de Emergências, o Hospital Pediátrico, o Hospital Militar de Emergências, o Hospital dos Caminhos de Ferro, o Hospital Psiquiátrico Dr. Gheorghe Preda, além de outras clínicas privadas mais pequenas e do Hospital Polisano, o maior hospital privado da Roménia.[carece de fontes?]

### Educação

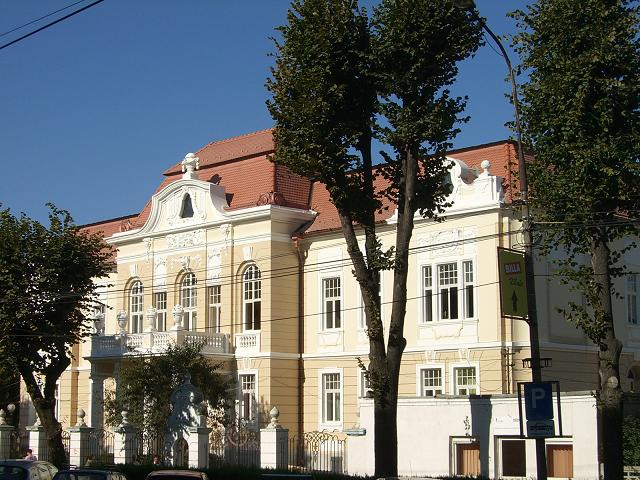
Reitoria da

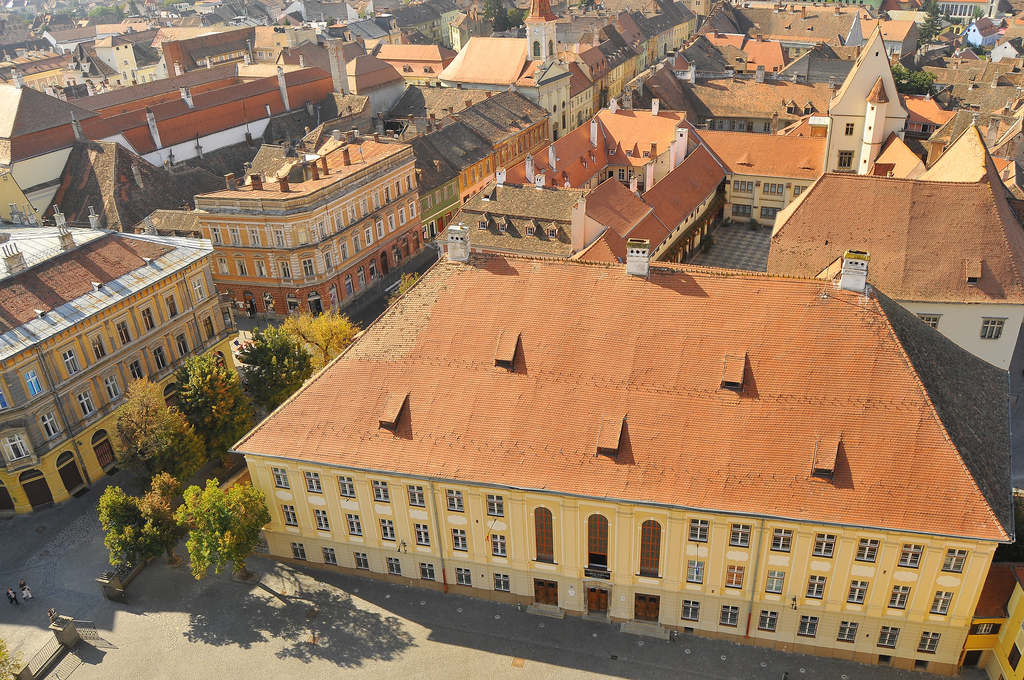
, fundado no século XVIII

Sibiu é uma cidade universitária, com várias instituições de ensino superior públicas e privadas, as quais têm mais de 23 000 alunos. Em 1380 já existia uma escola na cidadela de Sibiu. O ensino superior na cidade remonta a 1786, quando foi criada uma escola de formação de professores. Em 1850, essa escola foi convertida num instituto superior de teologia e pedagogia, passando a formar, além de professores, sacerdotes da diocese ortodoxa romena da Transilvânia. Em 1844 foi fundada a Academia Saxã de Direito e em 1874 foi criado o Seminário Teológico Andreian. A primeira instituição em Sibiu com o nome de universidade surgiu em 1940, quando a Universidade Rei Fernando I de Cluj foi evacuada para Sibiu entre 1940 e 1945, na sequência da Segunda Arbitragem de Viena, nos termos da qual a Hungria tomou posse do norte da Transilvânia. O edifício principal onde essa universidade funcionou é atualmente a Faculdade de Letras e Artes da Universidade Lucian Blaga. Em 1969 foi criada a Faculdade de Filologia e História de Sibiu, na dependência da Universidade de Cluj. Em 1976, esta faculdade passou a integrar o então criado Instituto Superior de Sibiu, que integrava também faculdades de economia, direito administrativo e mecânica.
A Universidade Lucian Blaga (ULBS) foi fundada em 1990. O seu nome é uma homenagem a Lucian Blaga (1895–1961), um ilustre filósofo, poeta, dramaturgo e romancista transilvano. Em 2018 tinha mais de 15 000 alunos em nove faculdades (teologia, direito, letras e artes, ciências sociais e humanas, engenharia, ciências, medicina, economia e ciências agrárias, indústria alimentar e proteção ambiental). Dispõe ainda dum departamento de ensino à distância.
A Universidade Romena-Alemã (em romeno: Universitatea Româno-Germană; em alemão: Rumänisch-Deutsche Universität) é privada, foi fundada em 1998 e tem duas faculdades: direito e economia e informática. A Universidade Alma Mater de Sibiu é privada, foi fundada em 2005 e tem duas faculdades, uma em Sibiu e outra em Hunedoara. A Academia das Forças Terrestres "Nicolae Bălcescu" de Sibiu (Academia Forțelor Terestre "Nicolae Bălcescu" din Sibiu) é uma academia militar do exército romeno fundada em 1920, que se reclama sucessora da academia fundada em 1847 em Bucareste.

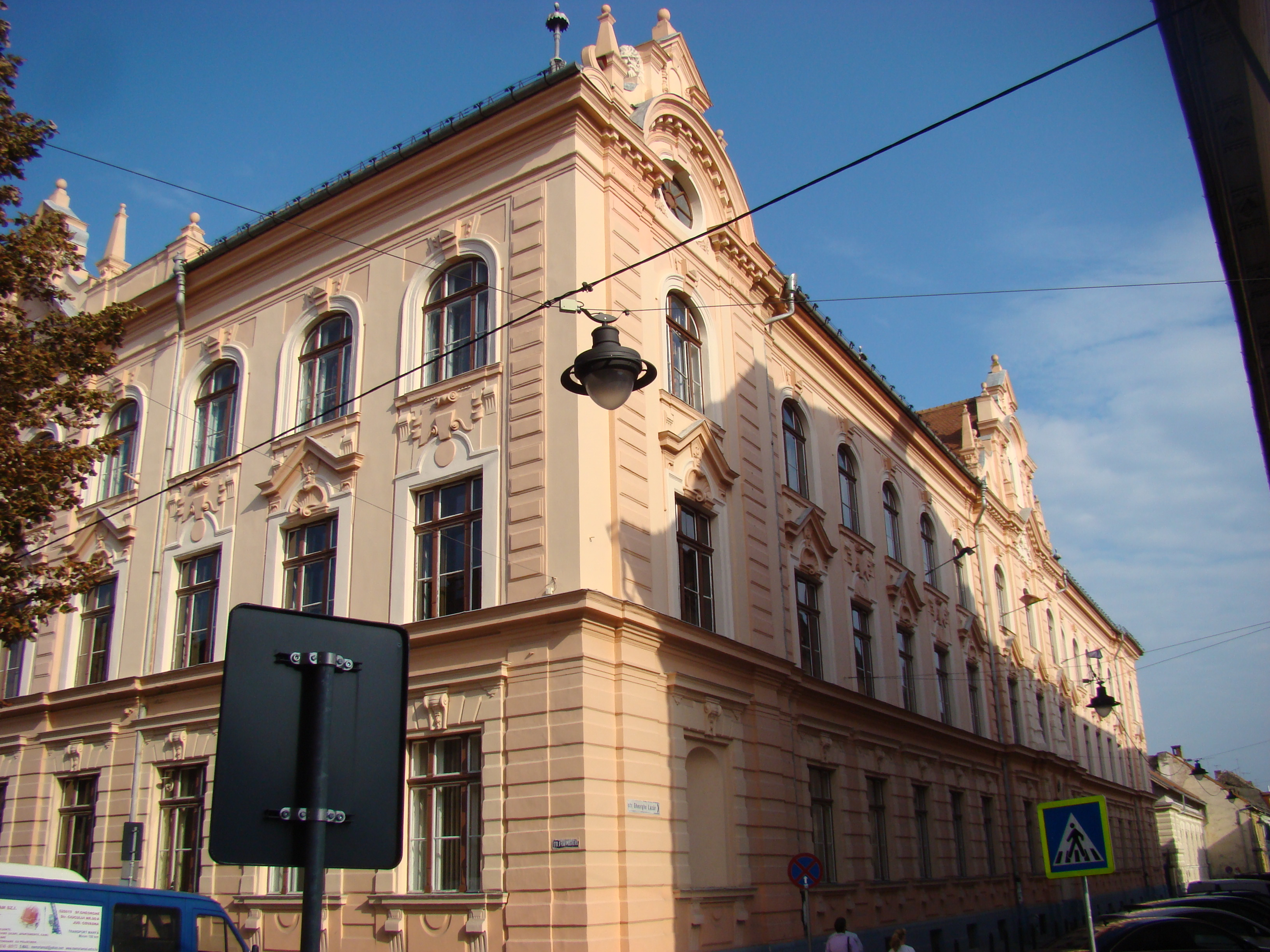

Na cidade funcionam 20 escolas superiores, das quais se destacam as seguintes: 
- Colégio Nacional Gheorghe Lazăr — Herdeiro da escola jesuíta fundada em 1692. Deve o seu nome ao académico transilvano Gheorghe Lazăr, que fundou a primeira escola de língua romena em Bucareste em 1818. Tem uma das bibliotecas escolares mais antigas da Transilvânia, que se acredita ter sido criada na segunda metade do século XVIII. Tem cursos de ciências e de informática.
- Colégio Nacional Samuel von Brukenthal  (em romeno: Colegiul Național „Samuel von Brukenthal”; em alemão: Samuel-von-Brukenthal-Gymnasium;) — Escola de língua alemã fundada por Samuel von Brukenthal quando era governador da Transilvânia, reclama-se sucessora da primeira escola de Sibiu, fundada em 1380, de língua alemã. O edifício atual foi construído entre 1779 e 1786 no local duma antiga escola.
- Colégio Nacional Octavian Goga — ciências sociais, línguas, ciências e informática.
- Colégio Nacional Andrei Șaguna — formação de professores e de línguas.
- Escola Superior Onisifor Ghibu — informática, ciências, desporto, teatro e línguas.
- Escola Superior Constantin Noica — ciências e línguas.
- Escola Superior Daniel Popovici — ciências agrícolas.
- Colégio Nacional George Baritiu — economia.

## Cultura

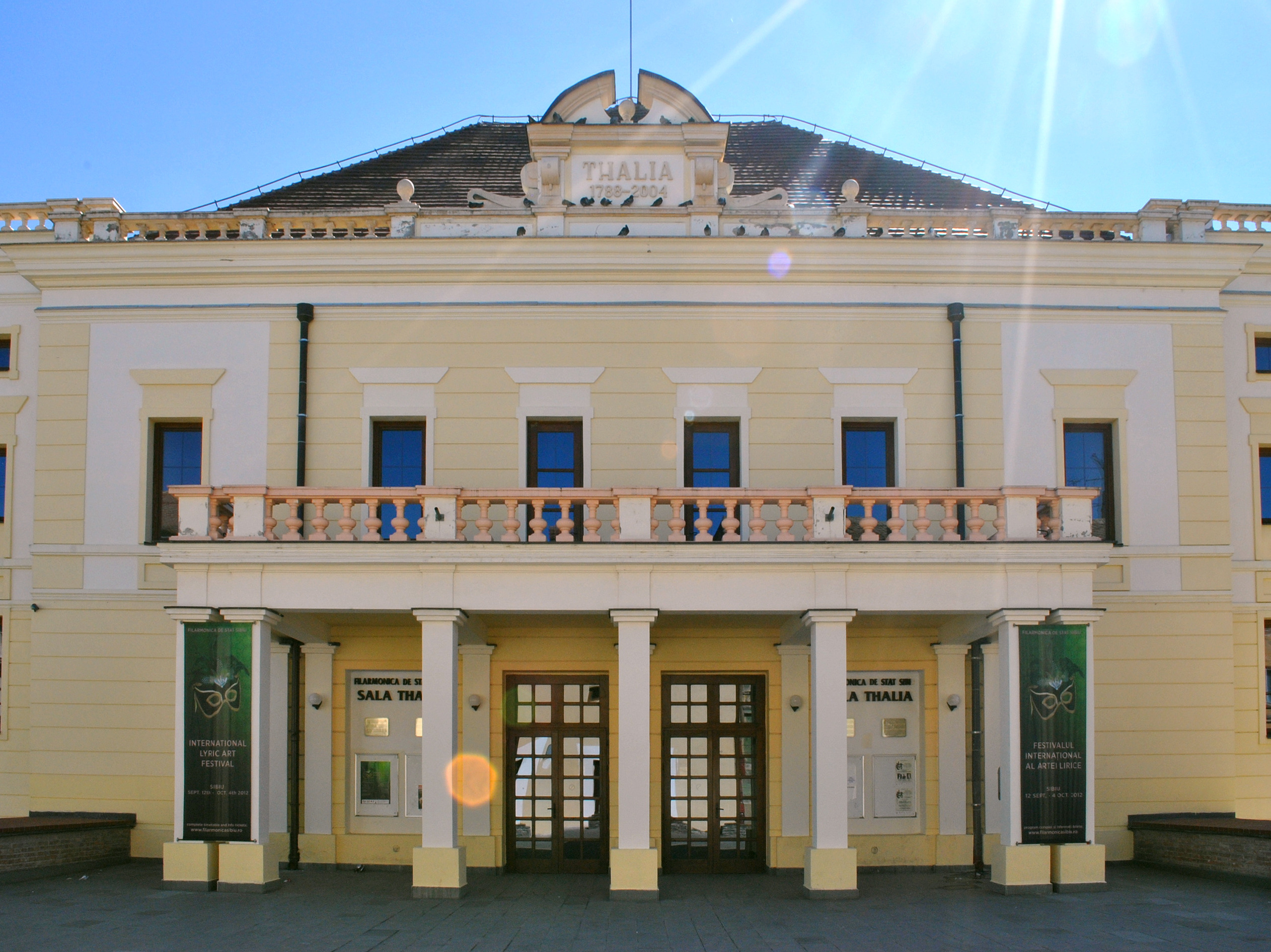
Sala Thalia, sede da

Sibiu é uma das cidades culturalmente mais ativas da Roménia. Tem uma orquestra filarmónica, três teatros e vários espaços de representação teatral mais pequenos, onde se destaca o teatro-estúdio da secção de artes cénicas e representação da Universidade Lucian Blaga.[carece de fontes?]
O teatro tem uma longa tradição na cidade. Em 1582, com o apoio das guildas locais, foi montada uma grande estrutura giratória na Piața Mare ("Praça Grande") para representação dos "Mistérios Medievais". Em 1787, Martin Hochmeister, um tipógrafo e comerciante saxão promoveu a conversão da Turnul Gros ("Torre Grossa") num teatro, onde foram representadas peças de Shakespeare, Molière, do iluminismo e do romantismo alemão, documentadas numa revista teatral alemã local fundada em 1778. O Teatro Nacional Radu Stanca é herdeiro do teatro fundado por Hochmeister. O edifício de 1787 foi devastado por fogos em 1826 e 1949, tendo sido reconstruído entre 1990 e 2004; atualmente é a Sala Thalia, sede da Orquestra Filarmónica de Sibiu. O Teatro Radu Stanca é um dos mais importantes do Roménia, que atrai alguns dos diretores teatrais mais célebres do país. Apresenta uma média de cinco espetáculos por semana, tanto em romeno como em alemão. O Teatro Gong foi fundado em 1949 e é especializado em fantoches, mímica e espetáculos não convencionais para crianças e adolescentes. Tem representações em romeno e alemão.
O Festival Internacional de Teatro de Sibiu (FITS ou Sibfest) realiza-se desde 1993 e é o evento mais importante do seu género na Roménia. Em 2007 e 2016 teve a participação de 70 países e em 2016 teve mais de 67 000 expectadores, o que, segundo a imprensa romena, faz dele o maior festival de teatro do mundo.
A Orquestra Filarmónica de Sibiu realiza semanalmente concertos de música clássica e concertos educacionais para crianças e jovens. No verão, há concertos de órgão todas as semanas na catedral evangélica. O coro da Faculdade de Teologia realiza concertos temáticos na catedral ortodoxa.[carece de fontes?]

### Museus e parques

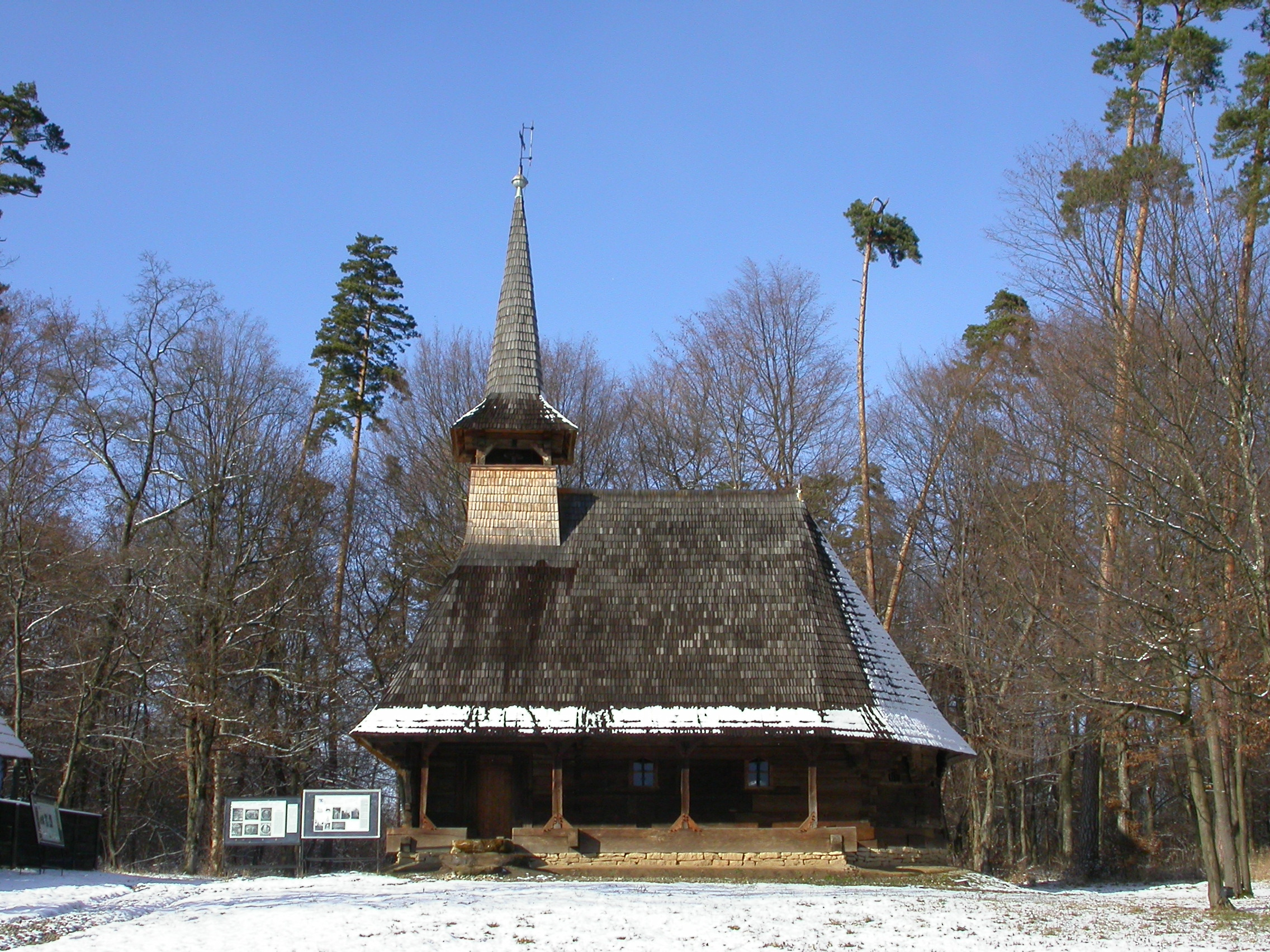
Igreja de madeira de Dretea, uma aldeia da comuna de Mănăstireni trasladada para o Museu da Civilização Popular Tradicional do complexo ASTRA

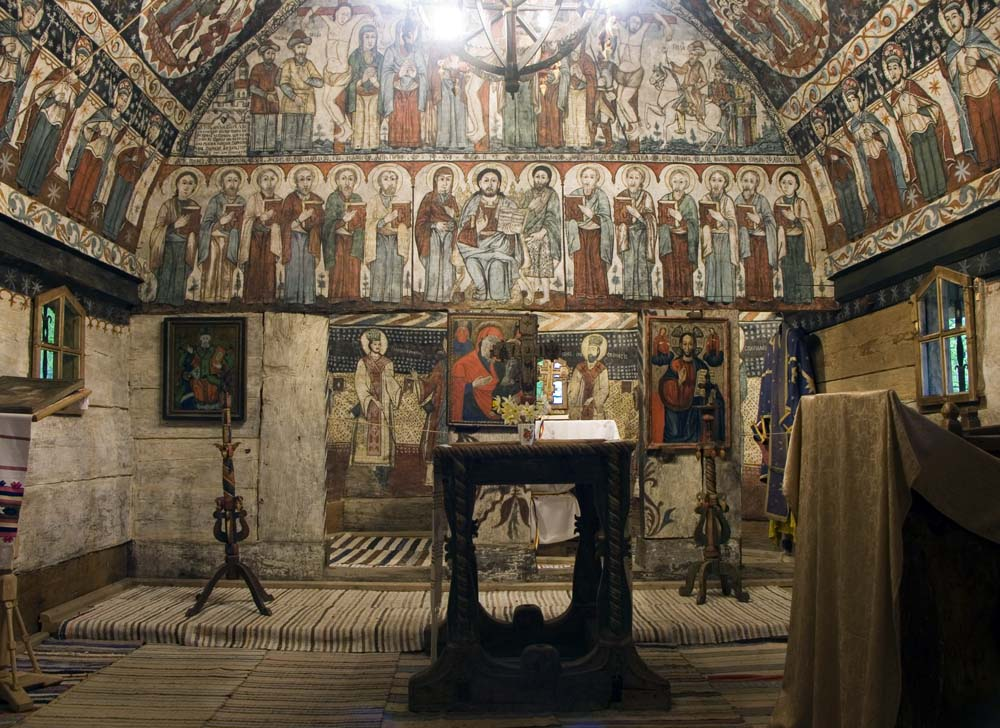
Interior da igreja de madeira de Dretea

A maior parte dos museus de Sibiu dependem de duas entidades: o Museu Nacional Brukenthal e o Complexo Museológico Nacional ASTRA (Complexul Naţional Muzeal "ASTRA"). O primeiro é constituído por uma galeria de arte, uma biblioteca de livros antigos, um museu de história, um museu de farmacologia, um museu de história natural e um museu de armas e troféus de caça. A galeria e a biblioteca situam-se no Palácio Brukenthal, construído por Samuel von Brukenthal, governador do Grão-Principado da Transilvânia, que organizou as suas primeiras coleções de arte em 1790. A galeria de arte abriu ao público em 1817, o que faz dela a instituição do seu género mais antiga da Roménia. O museu de história ocupa parte dum edifício que é considerado o mais importante exemplo de arquitetura gótica não religiosa do país. O museu de farmacologia ocupa um edifício de 1569 onde funcionou uma das primeiras lojas de boticário da Europa. O museu de história natural começou a tomar forma em 1849 e tem mais de um milhão de peças.[carece de fontes?]
O complexo ASTRA é especializado em etnografia e é constituído pelo Museu da Civilização Popular Tradicional (Muzeul Civilizaţiei Populare Tradiţionale, o Museu de Etnografia Universal, o Museu da Civilização Transilvana, o Museu de Etnografia Saxã e Arte Folclórica, um centro de documentários antropológicos em filme, um centro de documentação e vários núcleos de investigação e de conservação. A história do museu remonta a 1905, quando a Associação Transilvana para a Literatura Romena e Cultura do Povo Romeno, fundada em 1861, abriu o "Museu da Associação". O Museu da Civilização Popular Tradicional é um museu ao ar livre com 96 hectares situado na floresta de Dumbrava, 8 km a sul da cidade, onde se podem ver mais de 400 monumentos de arquitetura e artesanato popular, nomeadamente moinhos, igrejas de madeira e casas. O Museu de Etnografia Universal ocupa um edifício de 1867 que foi a sede de uma corporação de ofícios de artesãos na Piața Mică ("Praça Pequena").
Perto da principal estação ferroviária encontra-se o Museu das Locomotivas a Vapor, onde estão expostas 40 locomotivas a vapor, duas delas ainda funcionais.[carece de fontes?]
O parque mais antigo da cidade foi o "Passeio", mais tarde chamado "Passeio dos Inválidos". Foi criado em 1791 e atualmente faz parte do Parque da Cidadela (Parcul Cetății). A disposição deste parque, que inclui espaços entre as muralhas, data de 1928. O Parque Sub Arini foi criado em 1856 e é um dos maiores e mais bem cuidados parques citadinos da Roménia. Entre os outros espaços verdes da cidade, o mais conhecido é o Parque Astra, construído em 1879. Outros parques de Sibiu são o Tineretului, Reconstrucției, Corneliu Coposu, Petöfi Sándor, Piața Cluj, Ștrand, Cristianului, Țițeica, Vasile Aaron e Lira. O Parque Natural de Dumbrava Sibiului é uma reserva natural com 960 hectares, situada poucos quilómetros a sudoeste da cidade, ao longo da estrada para Rășinari. No seu interior encontra-se o museu ao ar livre ASTRA e um jardim zoológico.[carece de fontes?]

### Eventos

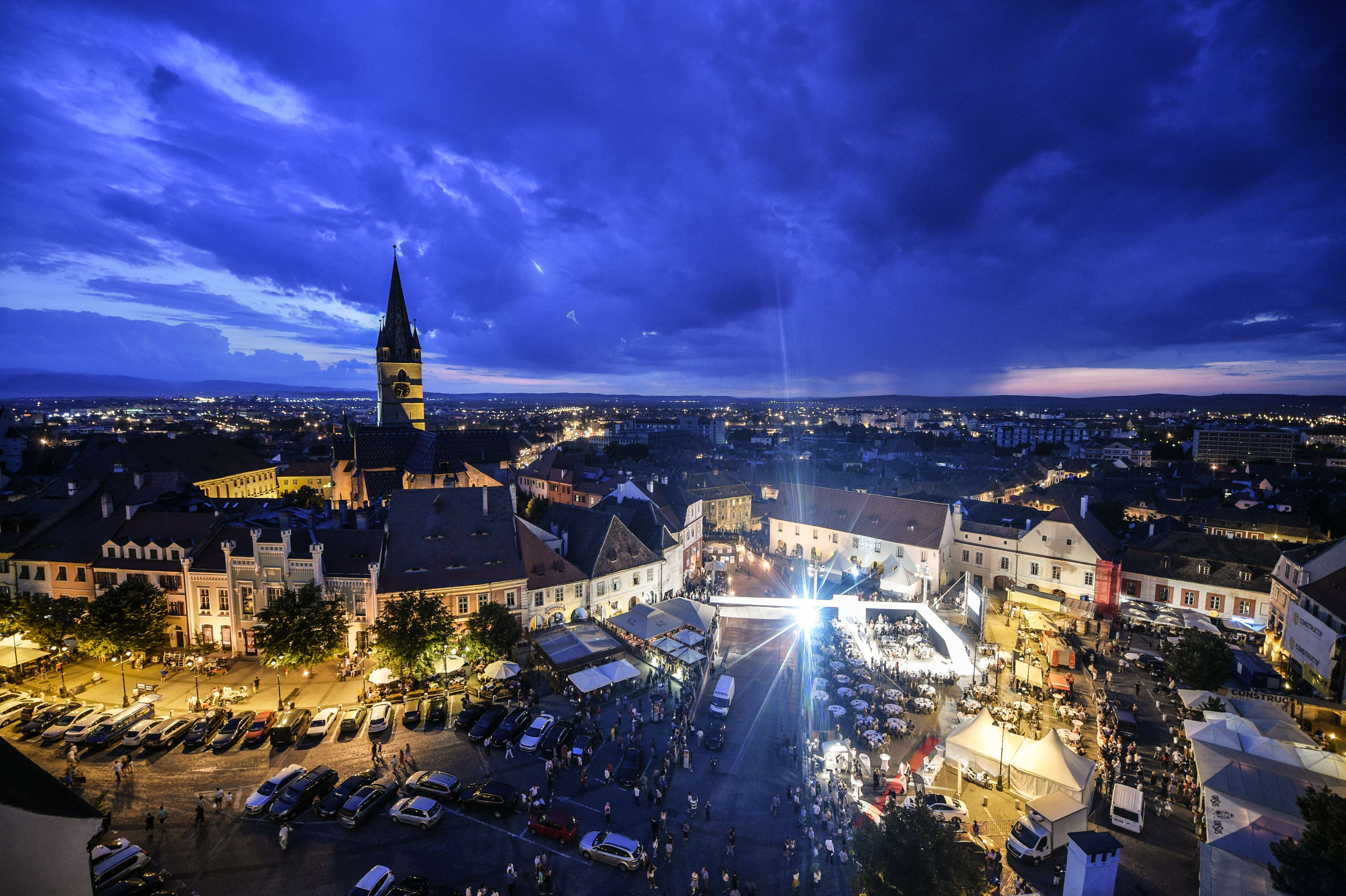
A Praça Pequena (Piața Mică) durante a gala de encerramento da Feeric Fashion Week, julho de 2016

Todos os anos são organizados vários festivais em Sibiu. O mais prestigiado deles é o Festival Internacional de Teatro de Sibiu, que decorre no fim de maio ou em junho. O Festival Medieval realiza-se todos os anos em agosto, revivendo o espírito medieval da Transilvânia. O Festival Artmania realiza-se todos os verões desde 2006; as suas principais atrações são concertos de rock, sobretudo heavy metal, mas também inclui exposições de arte, cinema, concertos de música clássica, eventos literários, workshops e festas.[carece de fontes?] O Festival de Jazz de Sibiu é o mais antigo do seu género na Roménia; realiza-se anualmente em maio desde 1974. Entre outros eventos, destacam-se ainda o Festival Carl Filtsch de Jovens Pianistas, o Festival de cinema documental Astra Film e a Feeric Fashion Week, considerada o evento de moda mais importante da Roménia.

### Desporto

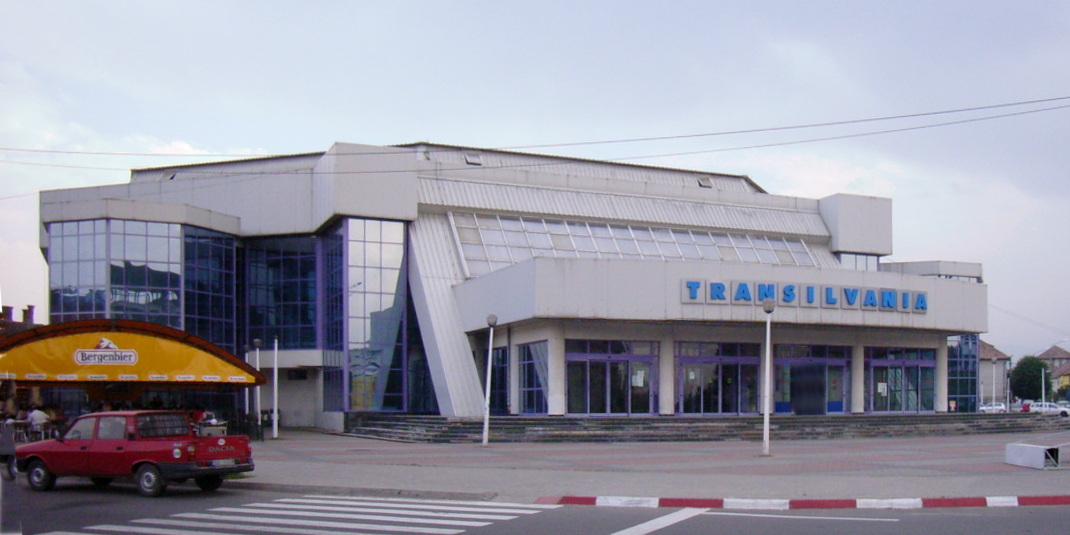
Sala Sporturilor „Transilvania”

Sibiu dispõe dum estádio municipal, uma pavilhão polidesportivo (a Sala Sporturilor „Transilvania”), um campo de râguebi, uma piscina municipal e vários campos de ténis privados. Todos os anos têm lugar em Sibiu várias competições internacionais, como o Sibiu Cycling Tour (ciclismo de estrada), o Sibiu Open e o Red Bull Romaniacs Hard Enduro Rallye (motociclismo de enduro).[carece de fontes?]
Em termos desportivos, a cidade destaca-se principalmente no basquetebol. O clube local Baschet Club Sportiv Universitar Sibiu (CSU Sibiu) joga na primeira divisão nacional e em 2017–2018 participou no Campeonato Europeu da FIBA.
No século XXI a cidade viu surgir e desaparecer dois clubes de futebol, o CSU Voința Sibiu e o FC Sibiu. O primeiro foi fundado em 2007 e extinto em 2012; jogou na 2.ª divisão romena e, na época 2010–2011, na 1.ª  divisão. O FC Sibiu foi fundado em 2003 e extinto em 2007; na última época jogou na 2.ª divisão. Em 2015 foi fundado o FC Hermannstadt,[carece de fontes?] que na época de 2017 jogou na 2.ª divisão.
Outros clubes desportivos da cidade são o CSM Sibiu (râguebi, voleibol masculino, andebol masculino e feminino) e o CSS Sibiu (voleibol feminino e patinagem de velocidade no gelo).[carece de fontes?]

## Turismo

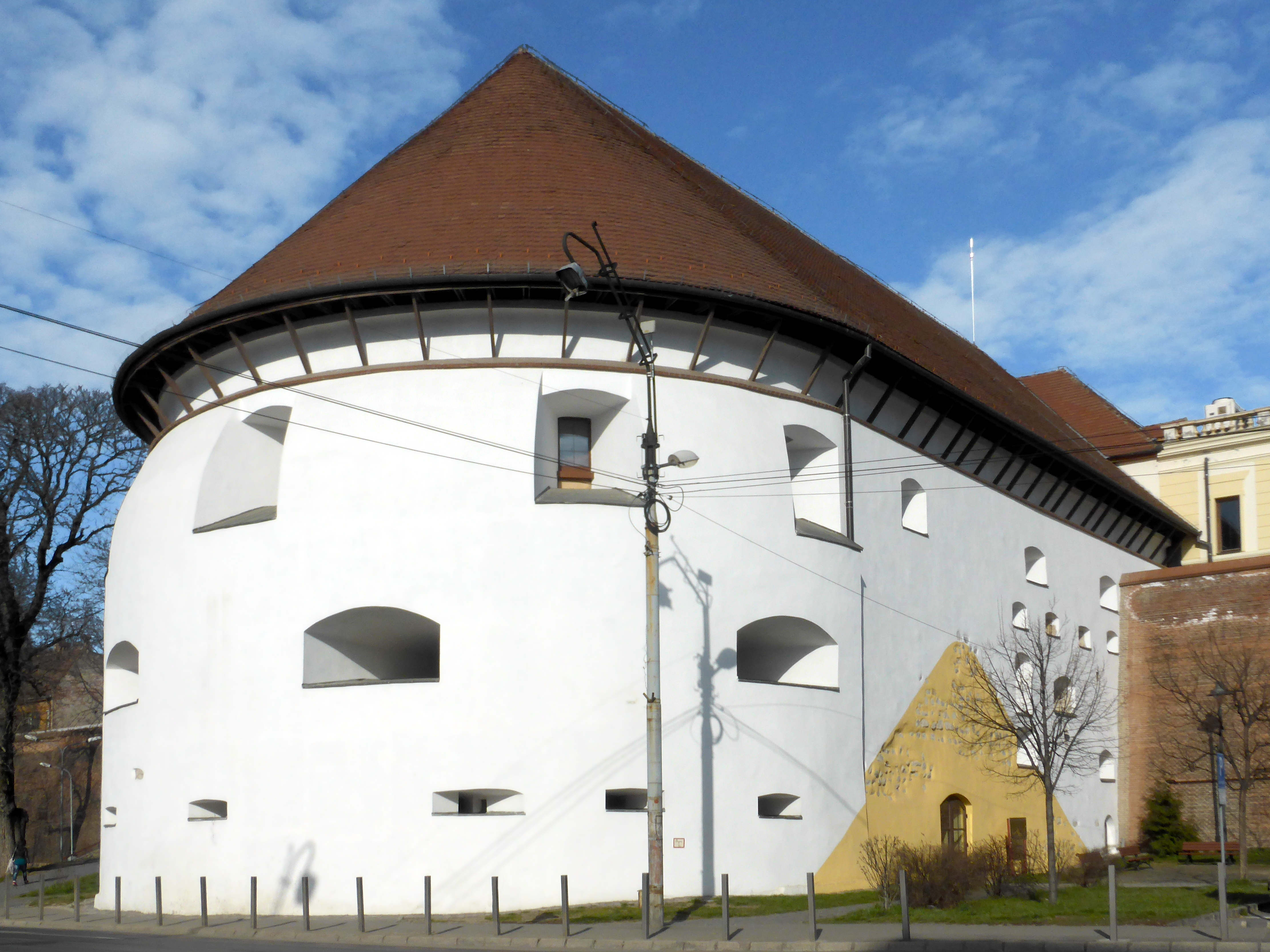
A Torre Grossa (Turnul Gros; Dicker Turm), do século XVI onde em 1788 foi instalado o primeiro teatro de Sibiu

Sibiu e os seus arredores é uma das áreas mais visitadas por turistas na Roménia. É um dos locais históricos melhor preservados do país, onde grande parte das suas fortificações medievais estão em excelente estado de conservação. Em 2004 iniciou-se um processo de preparação da candidatura do centro histórico a Património Mundial da UNESCO. A cidade fica no coração da região dos saxões da Transilvânia, conhecida pelas suas igrejas fortificadas, classificadas como Património Mundial.
A cidade não foi afetada pela Segunda Guerra Mundial e milagrosamente escapou às desastrosas intervenções urbanísticas do regime de Ceaușescu que fizeram desaparecer grande parte do património edificado noutras partes da Roménia, Sibiu conserva numerosos monumentos civis, religiosos e militares góticos, renascentistas e barrocos. Para isso terá contribuído o facto de ser considerada muito pequena para servir de montra do comunismo, além de que um dos responsáveis da administração da cidade era o filho do ditador, que gostava de passar temporadas na cidade. Numa área de mais de 80 hectares, Sibiu apresenta uma rica paleta de antigas edificações, onde ainda se respira um certo ambiente antigo. Tem também vários museus de grande interesse — há pelo menos 12 espaços museológicos ou de exposição — com notáveis coleções de peças de arte, etnografia, antropologia, arqueologia, história e ciências naturais.
Desde 2007 que se realiza um mercado tradicional de Natal em Sibiu, inspirado nos mercados de Natal vienenses, uma iniciativa do adido cultural da embaixada da Áustria na Roménia. Desde 2008 que se realiza na Praça Grande (Piața Mare) e inclui cerca de 70 lojas, um palco para concertos de cânticos de Natal, um rinque de patinagem no gelo e oficinas para crianças.
Em relação a natureza, a cidade fica perto da serra de Făgăraș, um destino popular de trekking, onde se situam as estâncias de esqui de Păltiniș e Arena Platos, destinos populares de turismo de inverno.

### Principais atrações turísticas

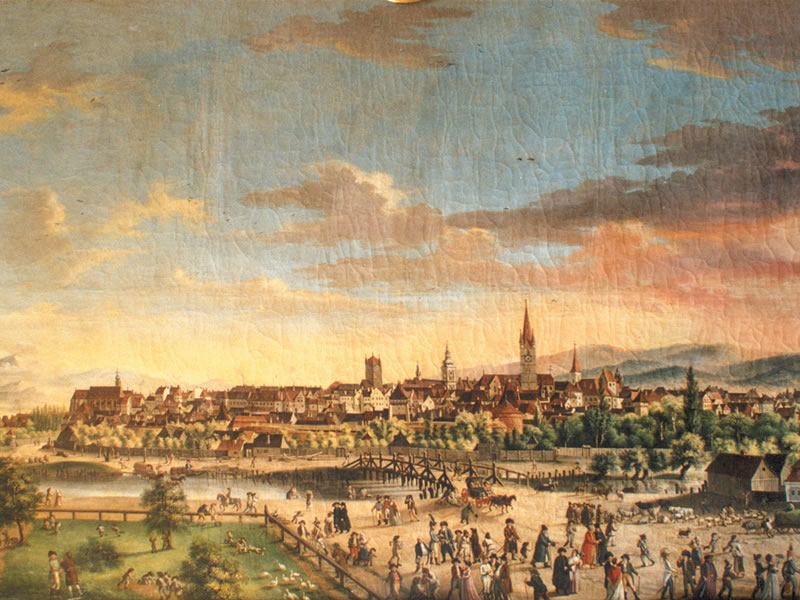
Pintura de Sibiu da autoria Frans Neuhauser, 1808

A maior parte do aspeto visual da cidade deve-se à sua situação, de defesa fácil graças à topografia, mas que permite que se expanda horizontalmente. A cidade velha ergue-se na margem direita do rio Cibin, numa colina situada a cerca de 200 metros do rio. Tem duas partes distintas, a "Cidade Alta" e a "Cidade Baixa". Tradicionalmente, a Cidade Alta era a mais rica e com mais comércio, enquanto que a Cidade Baixa era onde se concentrava a indústria, isto é, os artesãos.

#### Cidade Baixa
A Cidade Baixa (em alemão: Unterstadt; em romeno: Orașul de jos) compreende a área entre o rio e a colina, tendo-se desenvolvido em volta das primeiras fortificações. As ruas são compridas e bastante largas para os padrões medievais, com pequenas praças em alguns locais. A arquitetura é bastante rústica; tipicamente as casas têm dois pisos, telhados altos e portões que abrem para passagens para pátios interiores. Na Cidade Baixa há 18 edifícios que conservaram os seis elementos de ar medieval, construídas entre os séculos XV e XVIII. A maior parte destes edifícios encontra-se nas ruas 9 de Maio (Strada 9 Mai) e de Ocna (Strada Ocnei). É na Cidade Baixa que se encontra a igreja mais antiga da cidade, datada de 1292.[carece de fontes?]  A maior parte das fortificações exteriores desapareceram devido ao desenvolvimento industrial e ao planeamento urbano de meados do século XIX e décadas seguintes. Só subsistem quatro torres, que faziam parte da quarta cerca de muralhas e foram construídas em meados do século XVI. Um dos edifícios representativos do novo urbanismo desse período é o Liceu Independența.[carece de fontes?]
Na rua 9 de Maio, a mais antiga da cidade, outrora chamada Elisabethgasse, há 7 imóveis classificados como monumentos históricos; o mais importante deles é uma casa do século XVI situada no n.º 43.
A Praça Dragoner, situada no cruzamento das ruas 9 de Maio e de Ocna, pode considerar-se o centro da Cidade Baixa. Até 1976 tinha no centro um edifício barroco e neoclássico, construído em 1800, que em tempos foi a sede dos dragões austríacos.
A rua de Ocna (Strada Ocnei) é outra artéria importante da Cidade Baixa, que começa da Porta de Ocna (Poartă Ocnei), a norte, e termina na Praça Pequena (Piața Mică). Nela se alinham várias casas antigas, das quais se destacam a do n.º 3 e a do n.º 22. A primeira, datada do século XV, embora tenha sofrido alterações posteriormente, foi a antiga pousada do Cordeiro Branco (Mielul Alb); a segunda data do século XIV ou XV e é uma das casas mais antigas de Sibiu.
A pitoresca Pasajul Aurarilor (Passagem dos Ourives; em alemão: Fingerlingsstiege), que liga a Piață Aurarilor (Praça dos Ourives), chamada Fingerlingsplatz até 1947, à Praça Pequena e termina numa escada, é considerado um dos locais mais românticos de Sibiu. Está ladeada por várias casas do século XVI. No pátio da casa do n.º 5 (do século XVI—XVIII), pode ver-se um fragmento da terceira cerca de muralhas; em frente, à esquerda, encontra-se a parte inferior duma torre de fortificação do século XIII que pertencia à segunda cerca, e que faz parte de algumas casas da Praça Pequena.
Na Rua Nova (em romeno: Strada Nouă; em alemão: Neugasse) há outras casas antigas; algumas delas formam o conjunto mais homogéneo da cidade. Na Rua da Torre (Strada Turnului), os imóveis conservaram a sua volumetria original apesar das alterações feitas nas fachadas no século XIX.
A Praça de Armas (Piață Armelor) é dominada pelo edifício do arsenal, cuja existência é atestada pela primeira vez em 1427 e que, além de depósito de armas, servia também de pousada e de caserna. A parte mais antiga é a do lado norte; a nordeste está integrada numa torre de fortificação de 1427 que fazia parte da quarta cerca de muralhas.
Na Rua do Asil (Strada Azilului; Spitalsgasse) encontram-se a Igreja do Asilo (Biserică Azilului; Spitalskirche) e o asilo de idosos (Azilul de bătrâni), mencionados pela primeira vez em 1292, quando a igreja da Ordem dos Hospitalários do Espírito Santo ali empreendeu a construção do primeiro hospício para doentes e desvalidos de Hermannstadt. A atual Igreja do Asilo foi erigida sobre as fundações duma igreja românica e é um edifício gótico e barroco, que sofreu várias modificações ao longo dos séculos, a última delas em 1760, quando passou a ter uma só nave. Tem um pequeno campanário de madeira. Através duma passagem abobadada acede-se a um pátio interior onde há vestígios do trecho sul da muralha de fortificação.
A Passagem das Escadas (Pasajul Scărilor) liga a Cidade Alta à Cidade Baixa. Desce ao longo de algumas fortificações debaixo de arcos de suporte. É a mais pitoresca das várias passagens que ligam as duas partes da cidade velha.

#### Cidade Alta
A Cidade Alta (em alemão: Oberstadt; em romeno: Orașul de sus) é, pelo menos desde a Idade Moderna, o centro nevrálgico de Sibiu, onde se concentram a maior parte dos monumentos e outras atrações. Está organizada em redor de três praças, todas elas perto umas das outras: a Piață Huet (literalmente: "Praça Muito Pequena", a mais antiga), a Praça Pequena e a Praça Grande.

##### Praça Grande (Piața Mare)

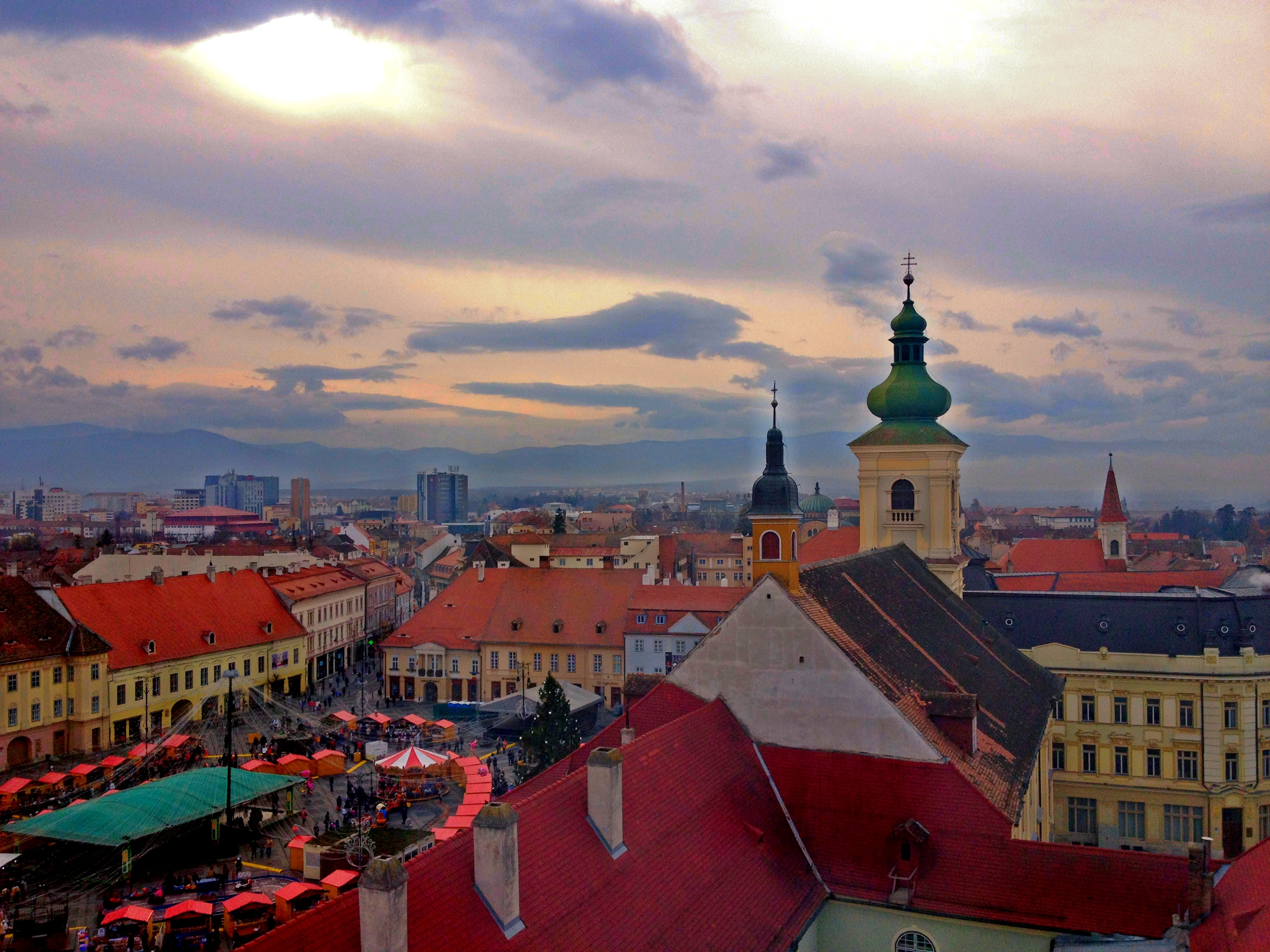
A Piața Mare vista da Turnul Scării Aurarilor (Torre da Escada dos Ourives); em primeiro plano: Igreja Jesuíta da Trindade; atrás dela, a direita: Palácio Brukenthal

A Praça Grande (em alemão: Großer Ring; em romeno: Piața Mare) é, como o nome sugere, a maior praça de Sibiu e é o centro da cidade desde o século XV. Com 142 metros de comprimento e 93 metros de largura, é uma das maiores da Transilvânia.
No canto noroeste da Piața Mare ergue-se o Palácio Brukenthal, um dos principais monumentos barrocos da Roménia. Foi construído entre 1777 e 1787 como residência principal do governador do Grão-Principado da Transilvânia Samuel von Brukenthal. A parte principal do Museu Nacional Brukenthal está alojada no palácio. O museu foi inaugurado em 1817, o que faz dele um dos museus mais antigos do mundo.
No lado norte da Praça Grande ergue-se uma igreja católica, dita dos jesuítas, pois era nela e nas suas dependências que os jesuítas tinham a sua sede. É uma igreja barroca, de nave quadrada, edificada pelos jesuítas após a conquista da Transilvânia pela Áustria, que foi consagrada em 1733. O campanário do lado ocidental foi concluído em 1738 e está separado da nave. No interior, as colunas que suportam as traves são surpreendentemente massivas. Foi restaurada entre 1971 e 1975 e as pinturas entre 1977 e 1978.
Junto à Igreja Jesuíta ergue-se a Torre do Conselho (em romeno: (Turnul Sfatului; em alemão: Ratturm ou Ratsturm), um dos símbolos da cidade. É provável que esta antiga torre de fortificação tenha sido construída como parte da segunda cerca de muralhas, que deve ter ocorrido entre 1224 e 1241. É mencionada pela primeira vez num documento de 1370. Originalmente estava integrada numa das portas da segunda linha de muralhas e tinha somente quatro andares, mas foi remodelada várias vezes ao longo dos séculos. Atualmente tem sete andares, sucessivamente ligeiramente mais estreitos à medida que se sobe. Na parte sul da torre há baixos-relevos com dois leões, que se supõe terem feito parte da torre original do século XIII. A torre teve vários usos: foi sucessivamente um armazém de cereais, torre de vigilância de fogos, cadeia e, em meados dos século XVIII, museu de ciências naturais. Entre 1962 e 1998 albergou o departamente medieval do Museu Brukenthal. A entrada para a torre é feita por uma pequena porta que dá acesso a uma escada em espiral. Do penúltimo andar pode observar-se o relógio e do último andar, transformado numa sala panorâmica tem-se uma vista aérea do centro histórico.

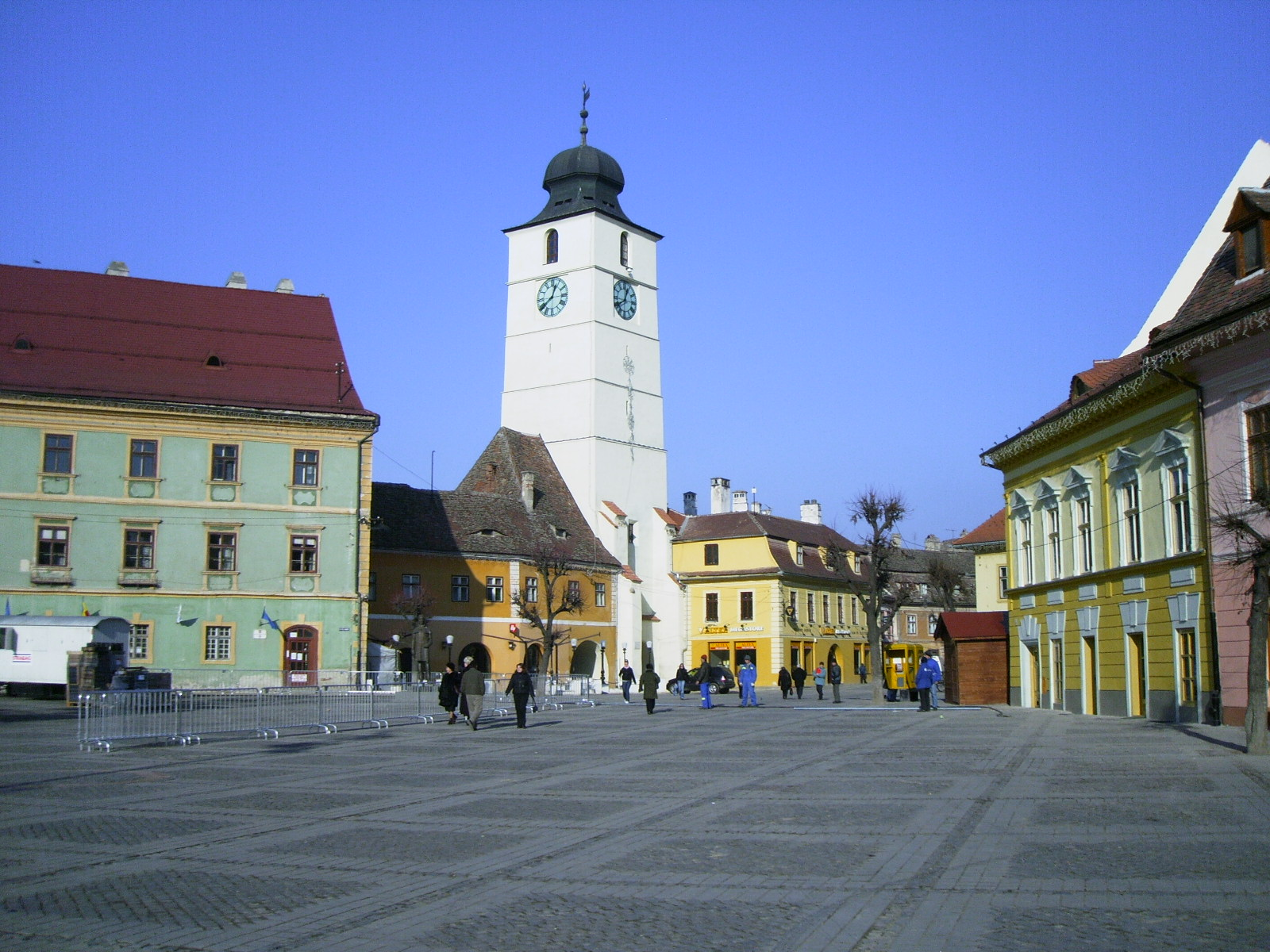
Turnul Sfatului (Torre do Conselho)

A denominação de Torre do Conselho é uma referência ao edifício contíguo, outrora os paços do concelho, onde se reuniam os conselheiros municipais (vereadores), como é atestado num documento de 1324. A forma atual deste edifício resulta de várias fases de construção e reconstrução, que acabou por integrá-lo num conjunto de imóveis. Da construção original só subsiste o núcleo central até ao primeiro andar. Sob o edifício há uma passagem que liga a Praça Grande à Praça Pequena.
Na esquina ocidental da praça, ao lado do campanário ocidental da Igreja Jesuíta, ergue-se um edifício neo-rococó construído em 1906 para ser a sede do banco Grundkredit. A sua construção causou muita controvérsia por se situar entre dois edifícios barrocos importantes: a Igreja Jesuíta e o Palácio Brukenthal. Tem forma de ferradura e um pátio interior coberto. Após cinco anos de obras de restauro, em 2006 passou a ser a sede da administração municipal. No rés de chão está instalado o posto de turismo.
Nos lados sul e oriental há casas de dois ou três pisos, com sótãos altos com lucarnas em forma de amêndoa com pequenas janelas no centro que, por fazerem lembrar olhos, são conhecidas como "olhos da cidade" (ochii orașului) ou "olhos de Sibiu. A maior parte dessas casas foram construídas entre os séculos XVII e XIX e são de estilo barroco, embora haja algumas mais antigas, dos séculos XV e XVI, de estilo renascentista.
Ao lado do Palácio Brukenthal situa-se a Casa Azul (em alemão: Blaues Stadthaus, uma denominação datada de 1819), também conhecida como Casa Moringer, um edifício barroco do século XVIII que ostenta numa das suas fachadas o antigo brasão de armas de Sibiu. As paredes de alvenaria de tijolo do rés de chão do corpo principal do edifício têm a espessura surpreendente de 120 cm. Entre 1858 e 1862 a Casa Azul foi a sede da Sociedade de Ciências Naturais (Gesellschaft für Naturwissenschaften) e da Academia de Direito (Rechtsakademie). Atualmente faz parte do Museu Brukenthal, que ali tem instalado o seu gabiente de património cultural nacional, a oficina de restauro, a administração, direção financeira, etc.
A Casa Haller, que em 1475 pertencia a um tal de Hyronimus Schneider, mudou várias vezes de proprietário até ser adquirida por Petrus Haller em 1537. A casa permaneceu na posse da família de Haller durante 354 anos. A casa, de orginalmente de estilo gótico primitivo, foi remodelada em estilo renascentista por Petrus Haller. A porta é flanqueada por duas colunas com capitéis coríntios que sustentam um arco de volta inteira encimado por um frontão com um medalhão. No pátio há uma torre de habitação, que foi preservada do edifício gótico original.

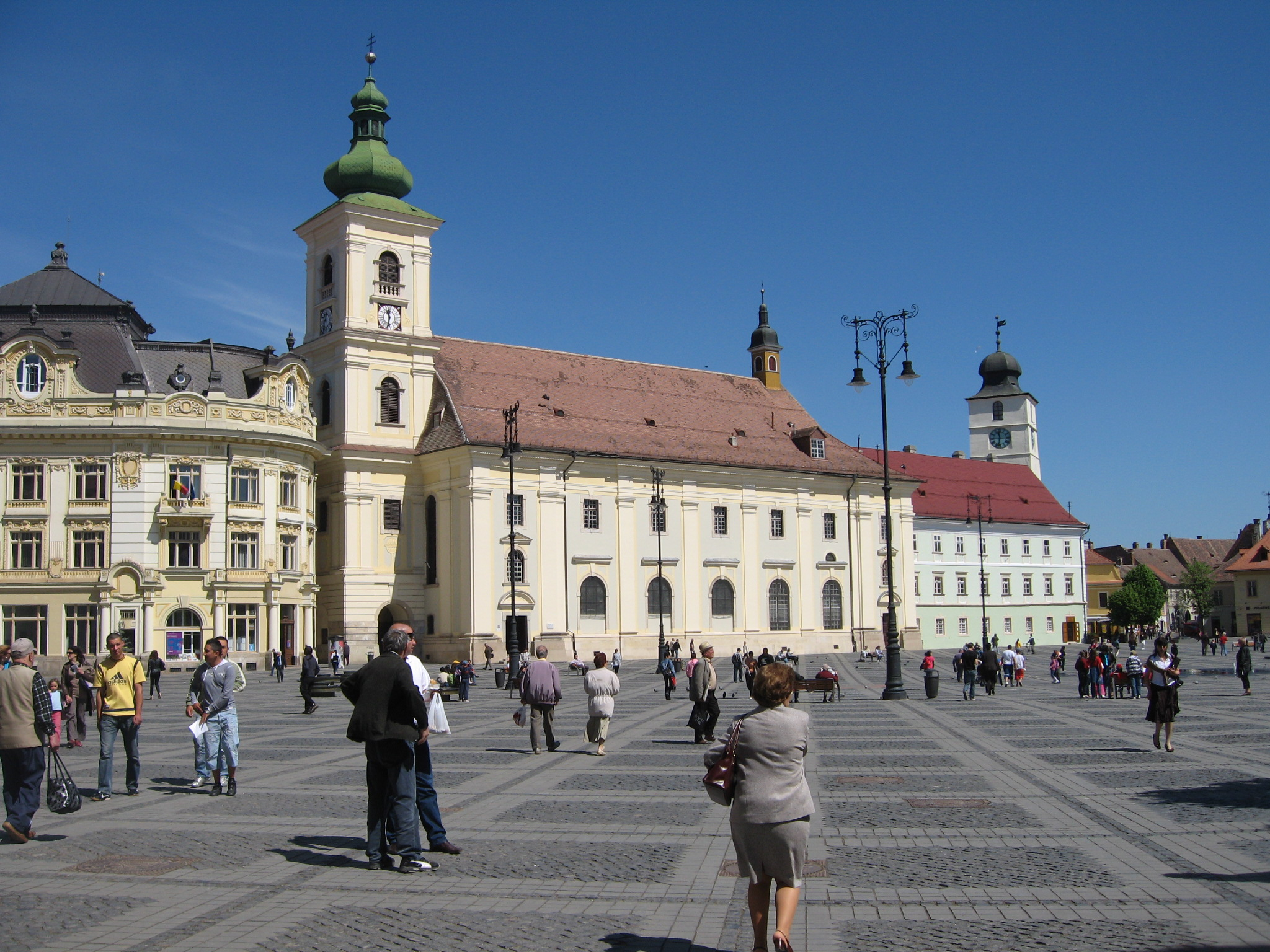
Igreja Jesuíta
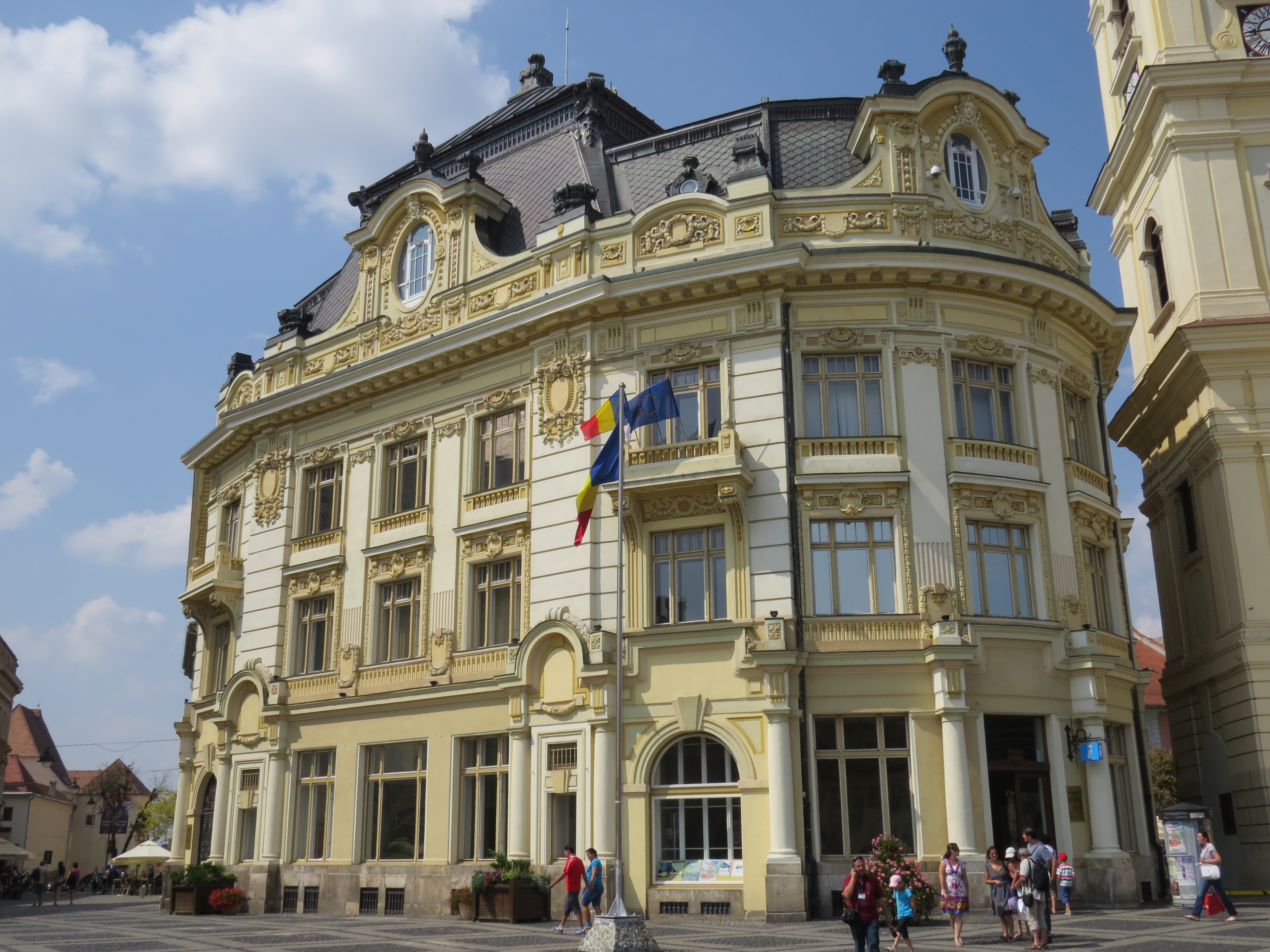
Sede do governo municipal
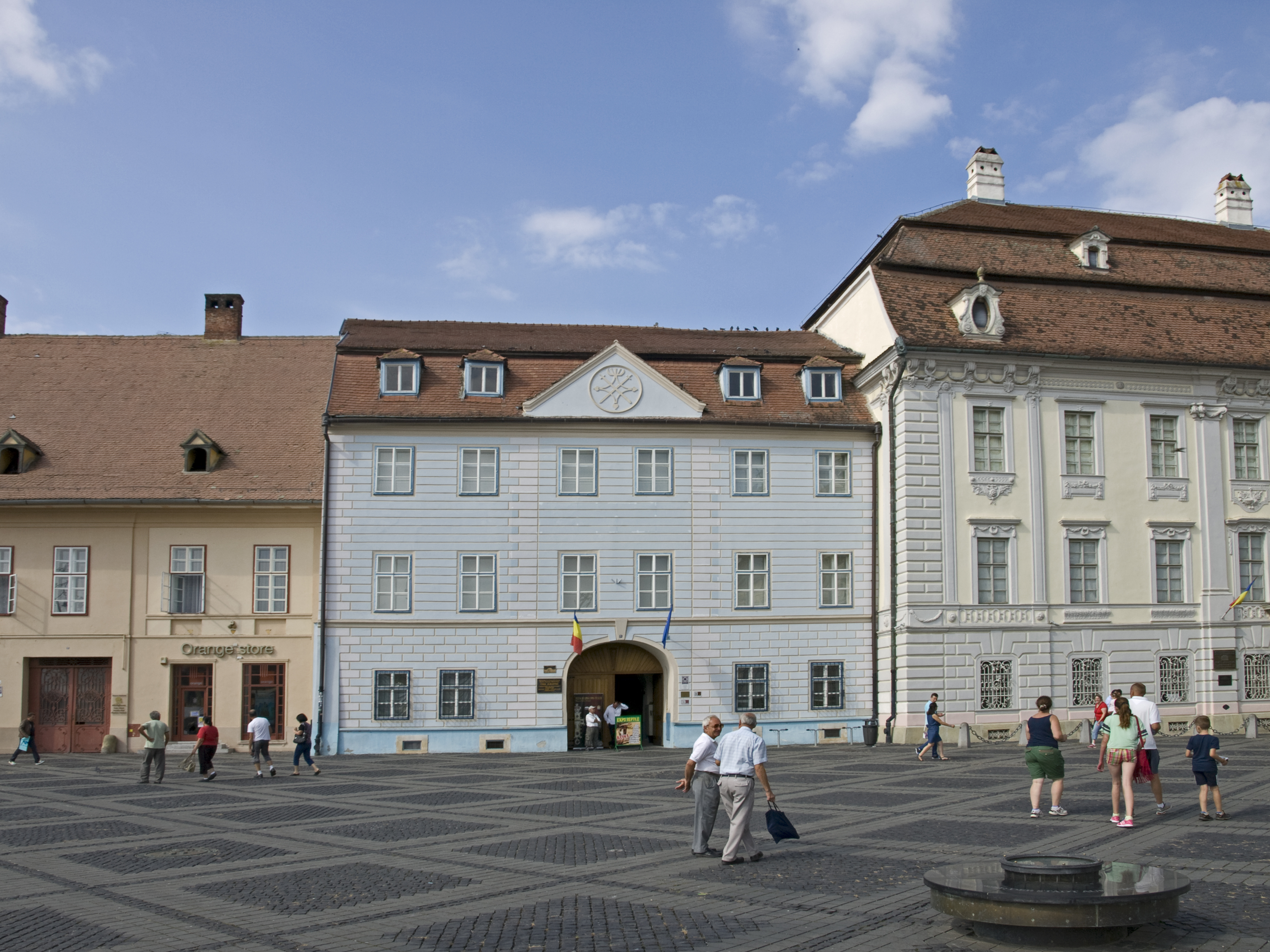
Casa Azul
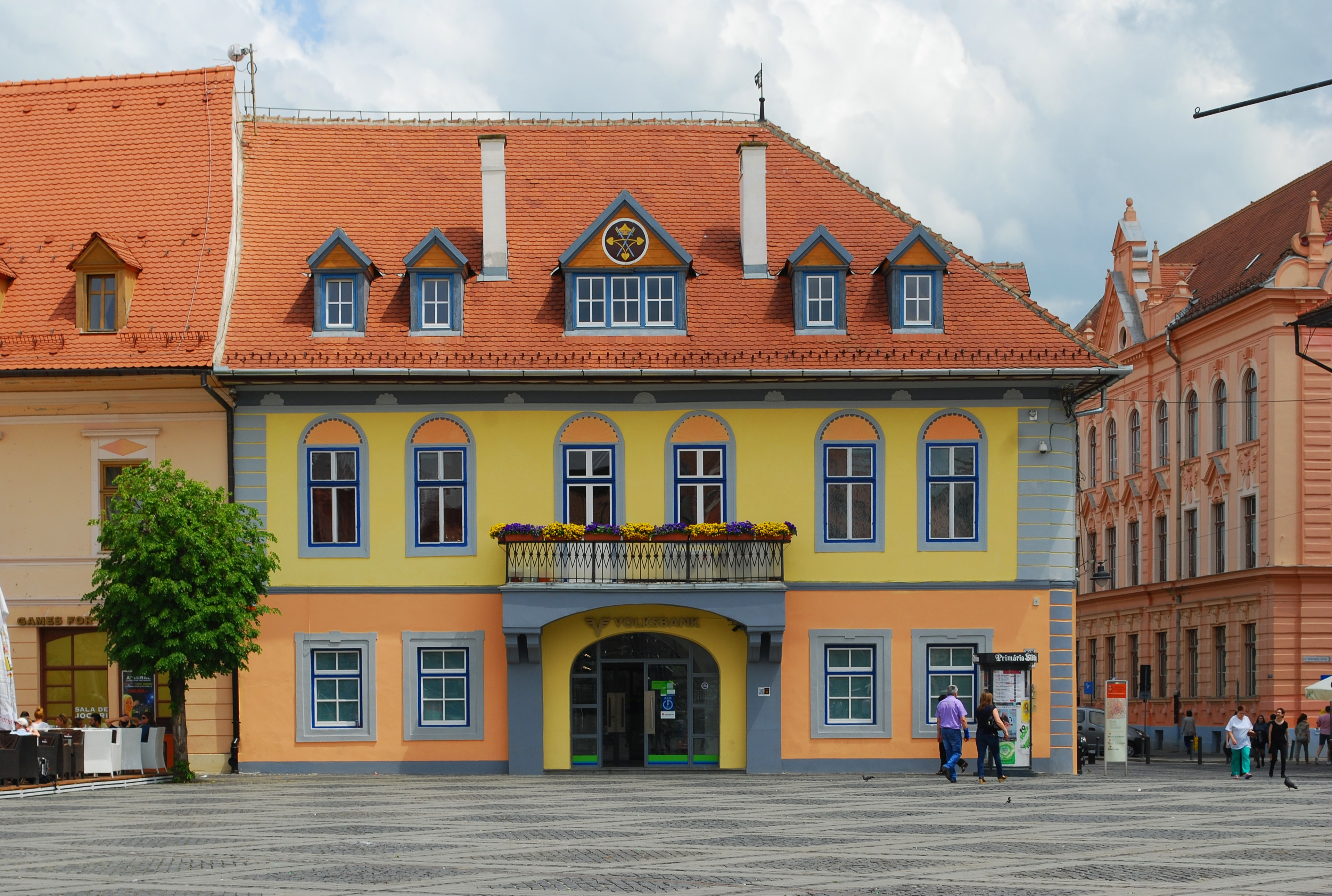
Casa Lutsch

##### Praça Pequena (Piața Mică)
A Praça Pequena  (em alemão: Kleiner Ring; em romeno: Piața Mică) é, como o seu nome sugere, uma praça mais pequena, situada na parte norte da Cidade Alta. É de forma oblonga e os lados norte e leste são convexos, devido a acompanharem o contorno da segunda cerca de muralhas.

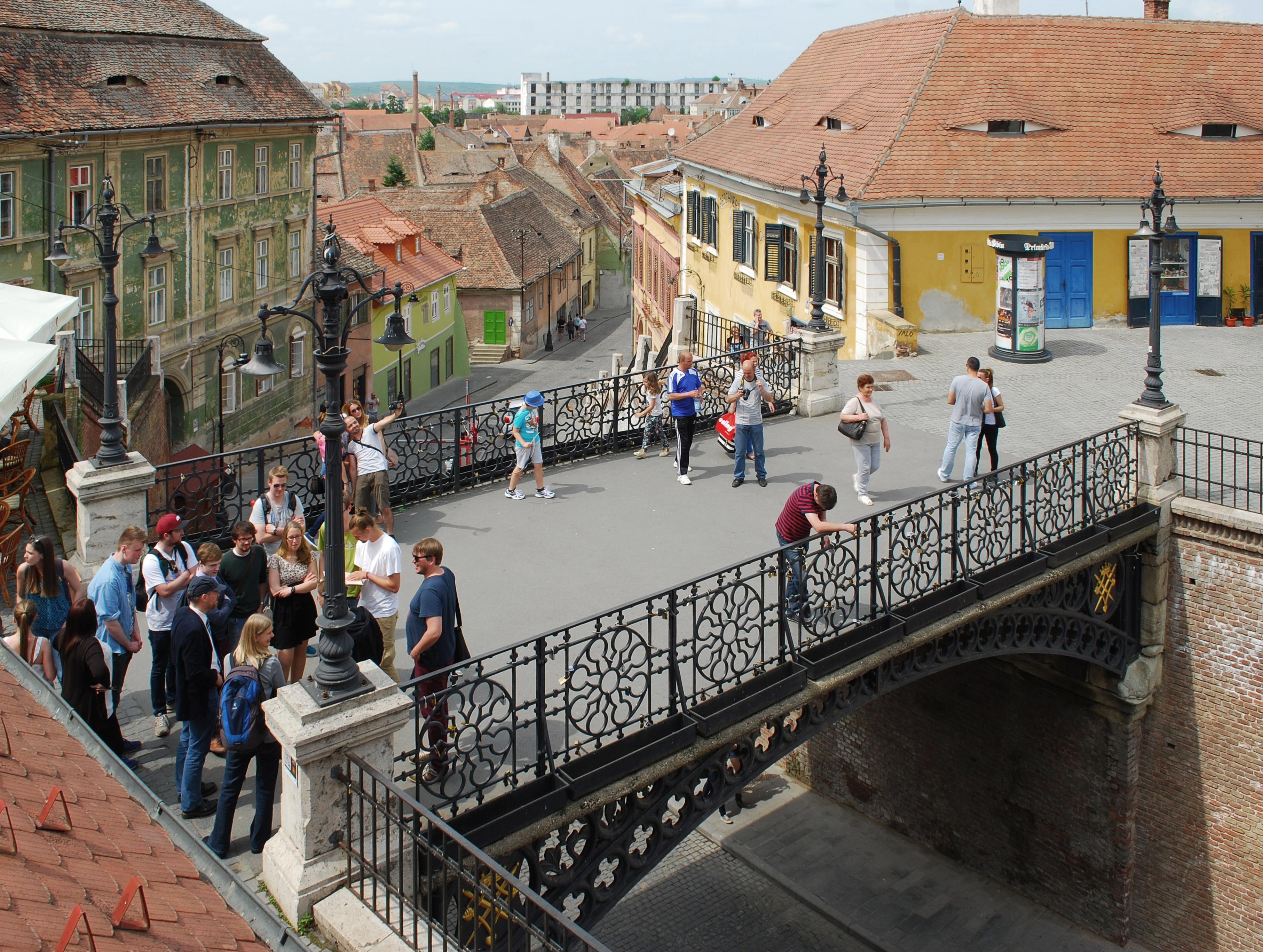
Podul Minciunilor (Ponte das Mentiras)

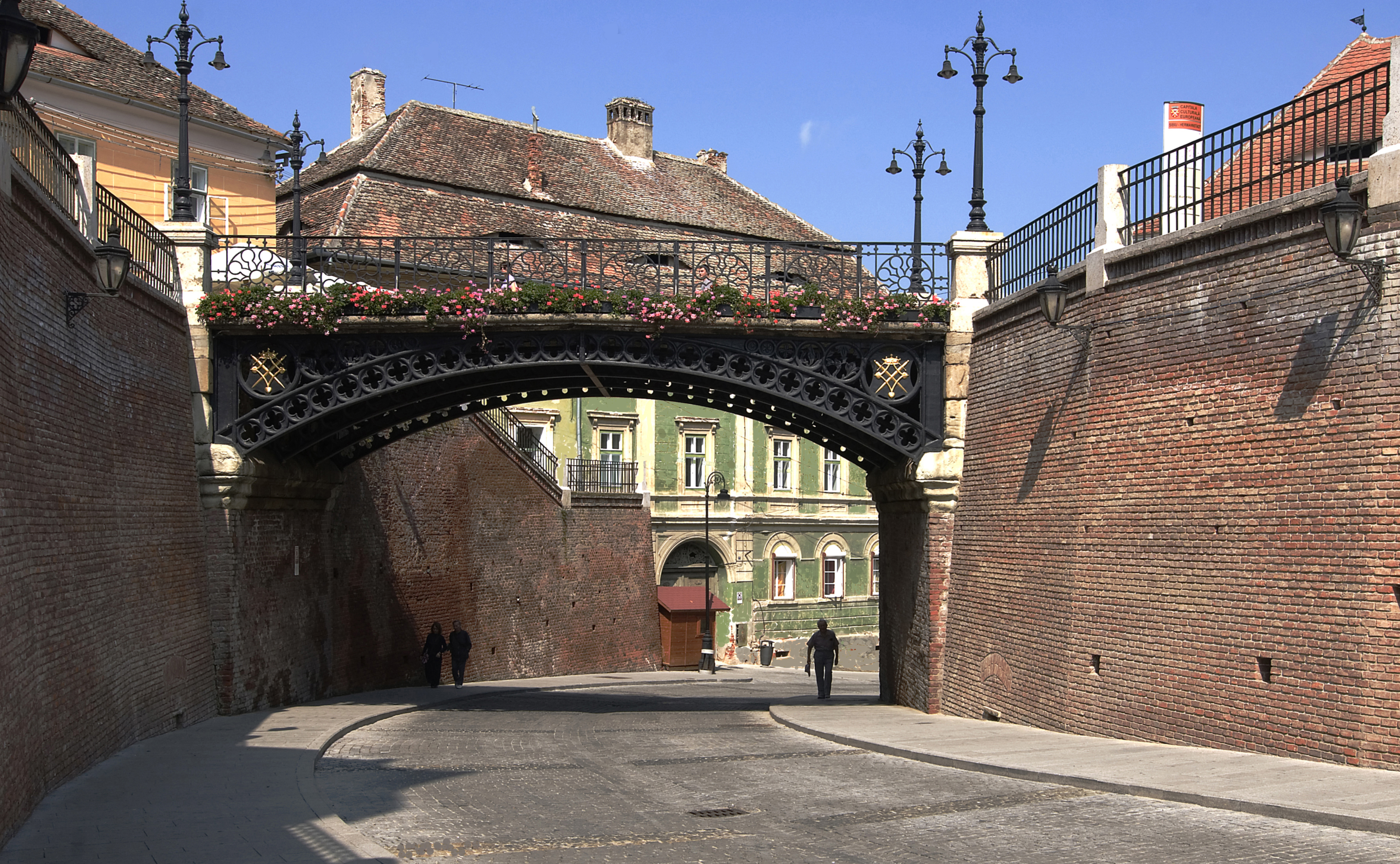
Ponte das Mentiras

Após ter sido reabilitada em 2007, registou-se um aumento no número de pequenos negócios como bares e restaurantes nesta área. A praça está ligada às outras duas praças da Cidade Alta e a outras ruas por pequenas passagens estreitas. O seu papel na vida citadina atual é muito menor do que o da Praça Grande. Os edifícios da Praça Pequena não têm as grandes varandas típicas da Praça Grande ou da Rua Balcescu (em alemão: Heltauergasse) e o que carecteriza as casas da Praça Pequena são as galerias abobadadas dos rés de chão, abertas para a praça e encimadas por arcos de volta interia. Era debaixo destas arcadas que outrora eram expostas as mercadorias fabricadas pelos artesãos que tinham nessas casas as suas oficinas. Os edifícios são bastante altos e alguns têm também as lucarnas em forma de amêndoa conhecidas como os "olhos da cidade".
O acesso à praça é feito por passagens estreitas, que a ligam às outras praças e ruas vizinhas. O principal acesso desde a Cidade Baixa é pela Rua Ocnei (Burgenstraße), que divide a praça em duas partes. Antes de chegar à praça, a rua passa debaixo da Ponte das Mentiras (em romeno: Podul Minciunilor; em alemão: Lügenbrücke), a primeira ponte de ferro da Roménia, a qual, segundo a lenda, cairá quando por ela passar um mentiroso. A ponte foi construída depois de ter sido demolido um grupo de casas que se estendia até à Torre do Conselho e depois de ter sido aberta a via de acesso transitável por veículos que vem da Cidade Baixa, em 1851. A ponte foi construída em 1859 e inaugurada no ano seguinte. Os elementos de suporte da ponte são quatro dormentes metálicos recurvados e decorados com rosetas. Por cima delas, uma espécie de aros de ferro forjado fazem o papel de tímpanos. No lado sul, os aros maiores ostentam o brasão da cidade e no lado norte há inscrições com "1859" e "Friedrichs Hütte" (o nome do construtor). Os aros mais pequenos estão decorados com folhagem e motivos geométricos de estilo neogótico. Os quatro pilares de pedra da ponte, de construção robusta, suportam candeeiros de ferro. As duas grades de metal são subdivididas em oito partes, cada uma com uma roseta. Uma escada, a Burgerstiege, paralela à Rua Ocnei, desce da Ponte das Mentiras até à Cidade Baixa.

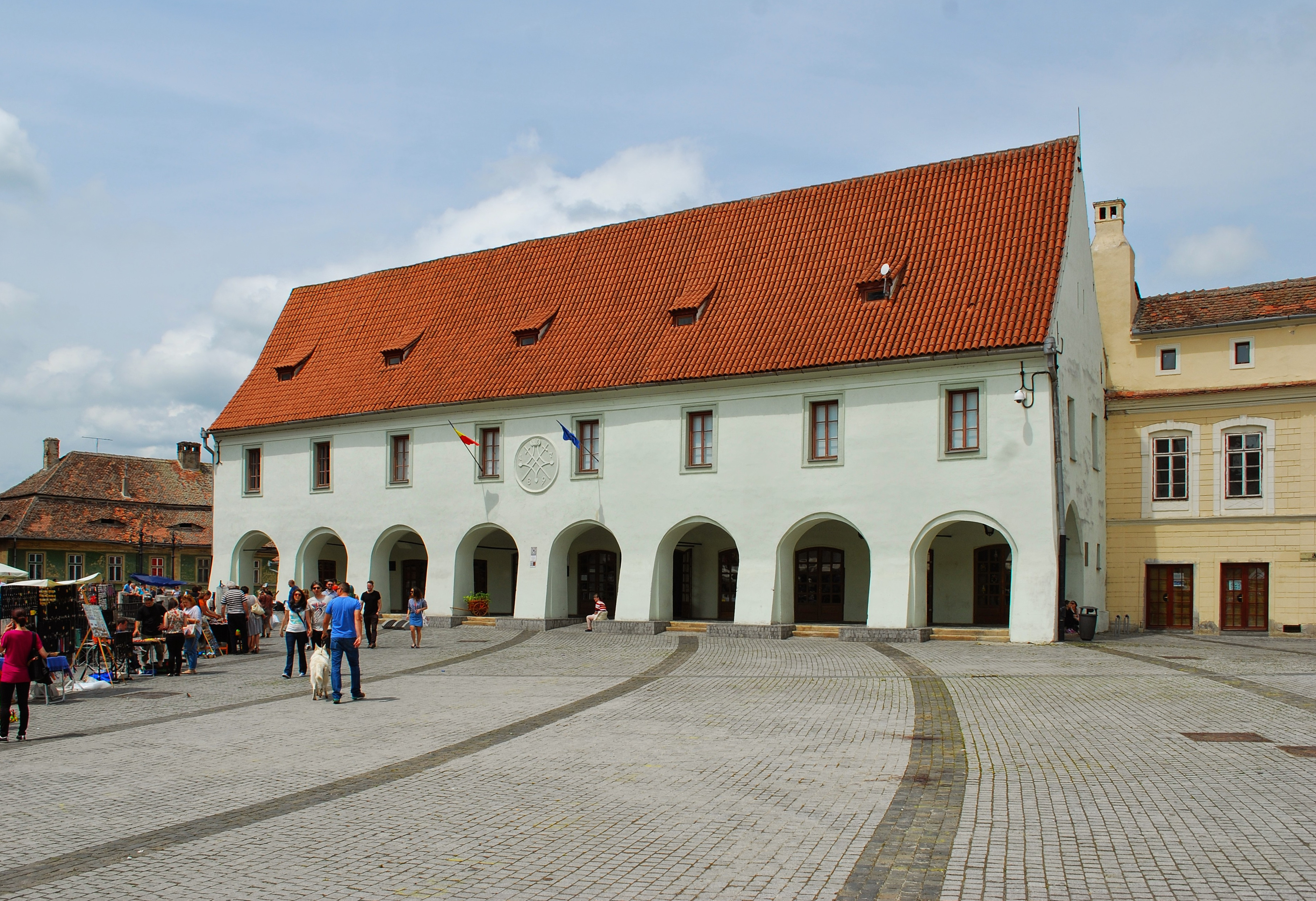
Hala Măcelarilor ou Casa Artelor (Casa das Artes)

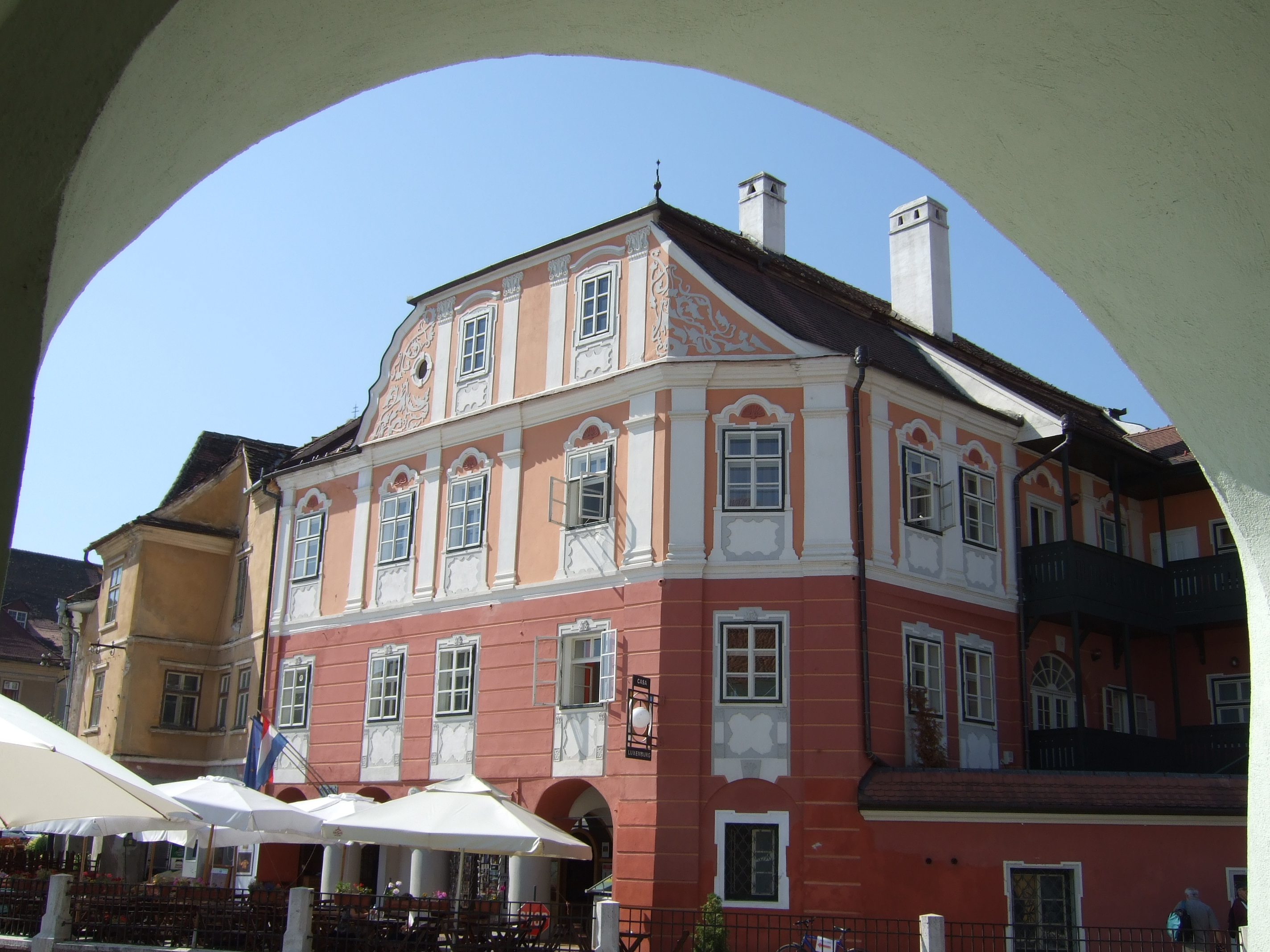
Casa do Luxemburgo

No lado direito da ponte encontra-se outro símbolo a cidade, a Casa das Artes (Casa Artelor; Haus der Künste), um edifício mencionado historicamente desde 1370 que começou por pertencer à guilda dos açougueiros e depois à dos tecelões. No século XVIII serviu como escritório de armazenamento de cereais e, durante um breve período em 1765, como sala de teatro. A fachada principal é pontuada por uma arcada regular de oito arcos de volta inteira, que se apoiam em colunas de tijolo, maciças e mais largas em baixo, por cima dos quais há oito janelas no primeiro andar. Na cobertura há cinco "olhos da cidade". Por cima da fachada, no centro dum medalhão redondo, há um baixo-relevo com as armas da cidade, colocado em 1787 quando foi feito um restauro. À exceção do enquadramento das janelas e da cornija, o edifício nenhum elemento decorativo quebra a sobriedade do edifício. O rés de chão tem onze salas semicilíndricas abobadadas, destinadas originalmente ao comércio e acessíveis a partir da galeria. O primeiro andar é ocupado por uma grande sala com janelas nos quatro lados.
No lado esquerdo da ponte ergue-se a Casa do Luxemburgo, um edifício barroco com quatro pisos, que antigamente foi a sede da guilda dos ourives e que atualmente é uma pousada.
O lado norte da Praça Pequena é dominado à esquerda pela casa do n.º 11, chamada atualmente Casa Hermes, mas que originalmente era a Gewerbevereinsgebäude. Foi construída entre 1865 e 1867 como sede administrativa do Gewerbeverein (que se pode traduzir como câmara de comércio e indústria). Atualmente alberga o Museu de Etnologia Franz Binder, inaugurado em 1990 e parte do complexo museológico ASTRA.

##### Praça Huet
A Praça Huet é a terceira das principais praças de Sibiu. É local onde foram construídas as primeiras fortificações, no final do século XII ou início do século XIII. A praça propriamente dita remonta ao fim do século XII. Os edifícios ali existentes podem ter sido construídos sobre a linha da primeira cerca de muralhas, quando essas obras de fortificação deixaram de ter utilidade prática, no início da segunda metade do século XIV, quando foi concluída a muralha que cerca toda a Cidade Alta (terceira cerca). Os edifícios em volta da catedral evangélica, alguns deles de grande valor histórico, foram construídos entre os séculos XV e XVIII. Os mais importantes são a casa paroquial, a Sagturm (Torre Sag) e o Colégio Brukenthal.

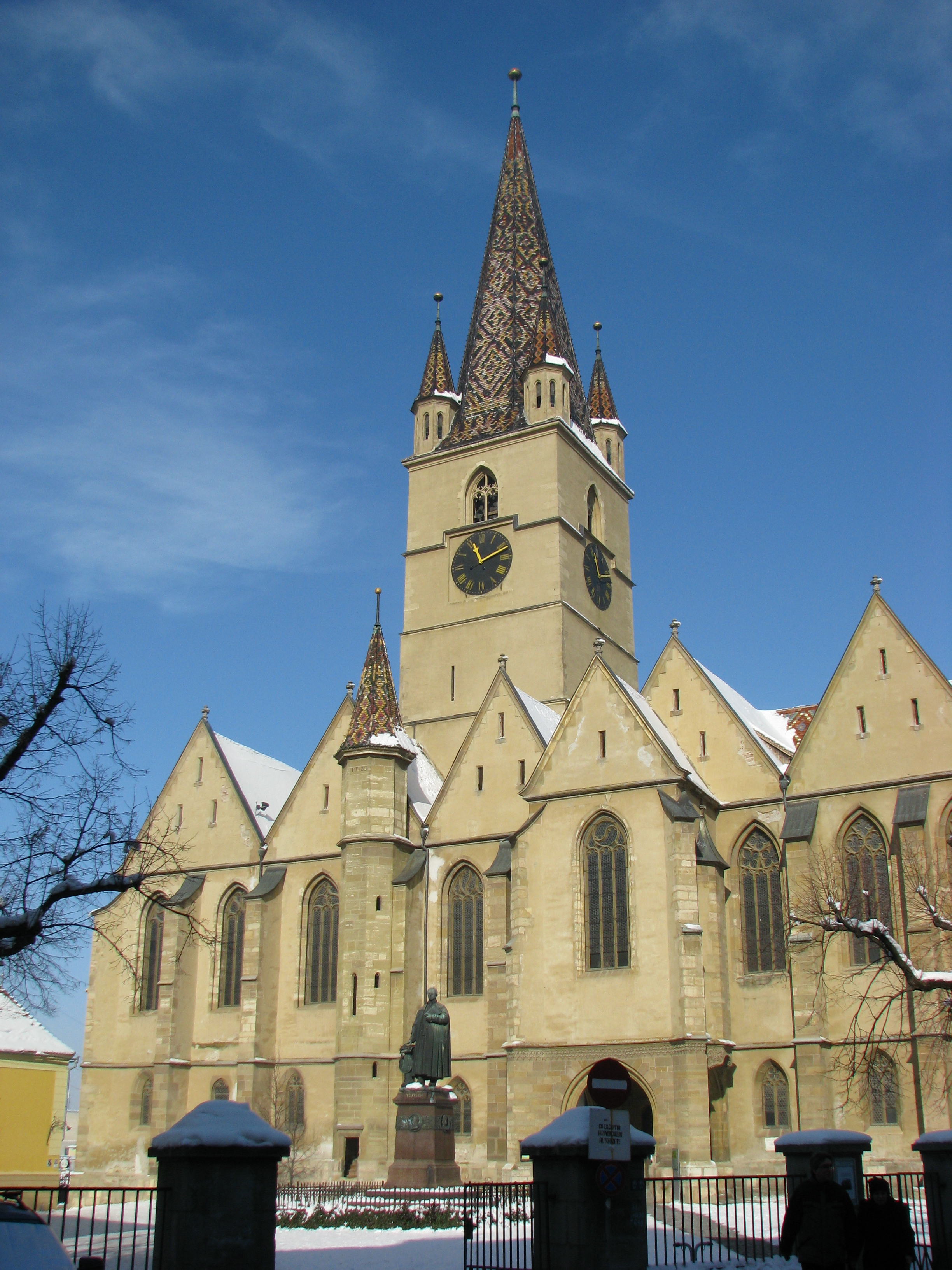
Catedral Evangélica, na raça Huet

A praça é dominada pela catedral evangélica (em alemão: Evangelische Stadtpfarrkirche), que se ergue no centro da praça. Foi construída no século XIV, no local duma igreja românica anterior. É composta por um coro poligonal com três tramos, flanqueado a norte por uma sacristia. A oeste há um transepto, uma nave central e dois naves laterais. Ainda mais a oeste fica a torre maciça do campanário, cercada por um nártex, também ele composto por três navaes. A parte mais antiga é o coro, mencionado num documento de 1371.
A catedral foi originalmente uma basílica gótica com transepto e sacristia, na qual as naves laterais tinham cerca de metade da altura da nave central. Num segunda fase de construção, em 1424, a nave central foi elevada e as naves laterais foram alargadas. Em 1448 procedeu-se ao aumento do lado ocidental, com a construção do nártex. No ano de 1474 e seguintes o lado sul foi drasticamente modificado, quando subitamente se decidiu transformar a igreja numa igreja-salão (Hallenkirche), ou seja, tornar as naves laterais da mesma altura que a nave central. No entanto, só as paredes exteriores do lado sul é que foram elevadas, o que tornou a igreja assimétrica, tendo sido criado no lado sul uma galeria vai desde o nártex até ao transepto.
O campanário foi construído em 1494; tem sete andares e 73,34 metros de altura, o que faz dele a torre mais alta da Transilvânia. Quando se chega a Sibiu, qualquer que seja a direção donde se vem, que a primeira coisa que se vê é a silhueta do campanário. Tem quatro pequenas torres sineiras, uma a cada esquina, o que é um sinal que a cidade gozava de direito de alta justiça. A catedral é a sé da diocese da Igreja Nacional Evangélica C.A. da Roménia. Tem um património apreciável, de móveis, obras de arte, altares, um órgão Sauer, pinturas (incluindo um grande fresco de Johannes von Rosenau), pias batismais, estátuas de madeira, etc.
No lado oriental da praça encontra-se a casa paroquial (em alemão: Pfarrhaus, literalmente "presbitério"), dotado dum notável portal de pedra em estilo gótico, da autoria de Andreas Lapicida, que tem na sua parte superior um quadro retangular em pedra com o seu brasão (um leão de pé sobre as patas traseiras emergindo duma coroa e segurando uma cruz) e, nos cantos, as efígies do santo tutelar São João Batista, do imperador Frederico e do papa Alexandre VI. Acima desse quadro há uma inscrição em latim, emoldurada por uma moldura que anuncia o Renascimento. A cave abobadada do presbitério data do início do século XV.
No lado ocidental da praça encontra-se o Colégio Nacional Samuel von Brukenthal, que outrora foi uma escola do século XIV.

##### Outros locais da Cidade Alta
O edifício dos antigos paços do concelho (em romeno: Primăria Veche; em alemão: Rathaus), também chamado Casa Altemberger, cuja construção foi iniciada no fim do século XV, é o maior conjunto gótico civil da Roménia. O primeiro edifício era particular, foi construído pelo burgomestre Thomas Altemberger e constitui o núcleo do edifício atual, o qual resulta de diversas etapas de reconstrução. A parte mais antiga é a torre de habitação de quatro pisos, que remonta a 1470; a fachada ocidental do pátio data de cerca de 1500; a parte do lado da rua data do século XVIII. O edifício foi transformado na sede da administração municipal em 1549 e teve essa função até 1948. Atualmente alberga o Museu de História (Muzeul de Istorie).
A comunidade cristã reformada, tendo obtido em 1783 a autorização para edificar um lugar de culto próprio, empreendeu a construção da sua Igreja Reformada (Biserică Reformată), desenhada pelo arquiteto Samuel Krempels. Inaugurada em 1786, é uma igreja de aspeto bastante sóbrio, com uma fachada estreita, marcada por um portal simples emoldurado em pedra e por quatro pilastras que suportam um entablamento constituído por uma arquitrave, um friso com tríglifos e métopas e uma cornija. As paredes interiores são decoradas apenas com pilastras duplas que suportam um entablamento idêntico ao do exterior.
A Igreja das Ursulinas foi construída em 1474 perto da Porta do Sal (Poartă Sarii; Salztor) da segunda muralha. Pertenceu a um convento dominicano até 1543, quando passou para os luteranos — a maior parte da população saxã da Transilvânia adotou a fé protestante a seguir à Reforma. O exterior da igreja apresenta numerosos elementos góticos, em especial o portal principal, que tem um nicho com um efígie policromada de Santa Úrsula, as janelas e as colunas. O interior, originalmente gótico, foi transformado em barroco após o edifício ter sido dado às religiosas ursulinas, que vieram de Bratislava em 1733. Essas religiosas fundaram uma escola de meninas e erigiram junto à igreja um convento com fachada barroca, que depois se tornou o colégio pedagógico Andrei Șaguna. A igreja foi nacionalizada em 1948, mas desde 1992 que ali se celebram as missas da Igreja Greco-Católica Romena.
A monumental Catedral Ortodoxa da Santa Trindade ergue-se na Rua Mitropoliei, onde se encontra a fachada principal, e na Rua Xenopol, onde há uma entrada secundária. Foi construída entre 1902 e 1906 no local onde existia uma pequena igreja grega construída entre 1797 e 1799, a qual foi demolida juntamente com várias casas. Foi consagrada em 1906. O projeto foi da autoria dos arquitetos Virgilio Nagy e Iosif Kamner, de Bucareste e foi inspirada na Santa Sofia de Istambul. É de estilo neobizantino, mas tem elementos barrocos e da arquitetura tradicional transilvana, nomeadamente nos coruchéus. A planta é centrada, com um jogo de volumes que se organiza em redor do espaço central da nave coberta por uma cúpula suportada por pendículos (quartos de abóbada). A nave é flanqueada por volumes hemisféricos e por quatro torres — duas pequenas de corte octogonal, na traseira, e duas maiores, que enquadram o pórtico de entrada, de corte quadrado na base mas que se tornam octogonais à altura dos sinos, coroadas por duas cúpulas em forma de bolbo sobrepostas e separadas por um lanternas. No interior destaca-se a iconóstase de talha dourada, a cúpula pintada por Octavian Smigelschi, natural da localidade próxima de Ludoș, onde está representado o Pantocrator flanqueado por anjos, e o frontão interior atrás das arcadas do portal principal, onde há medalhões com mosaicos com representações de Cristo e dos quatro evangelistas.

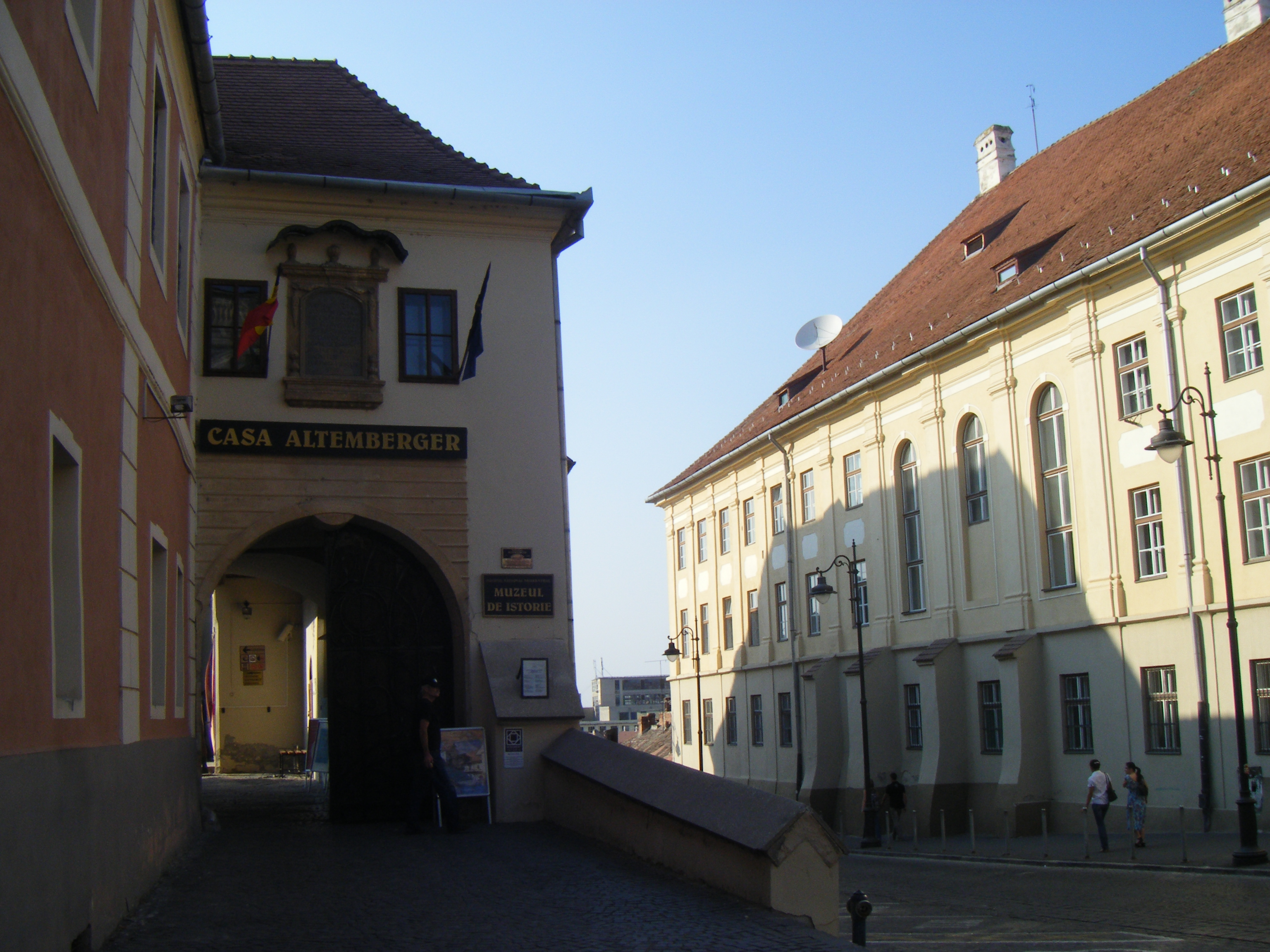
Casa Altemberger, onde funciona o Museu de História
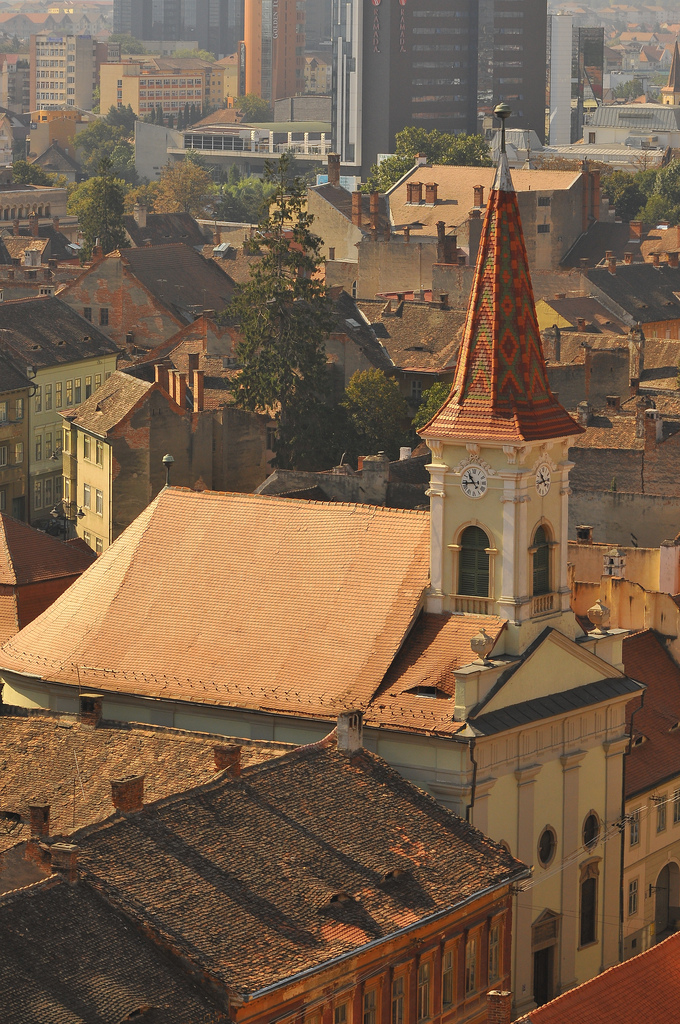
Igreja reformada
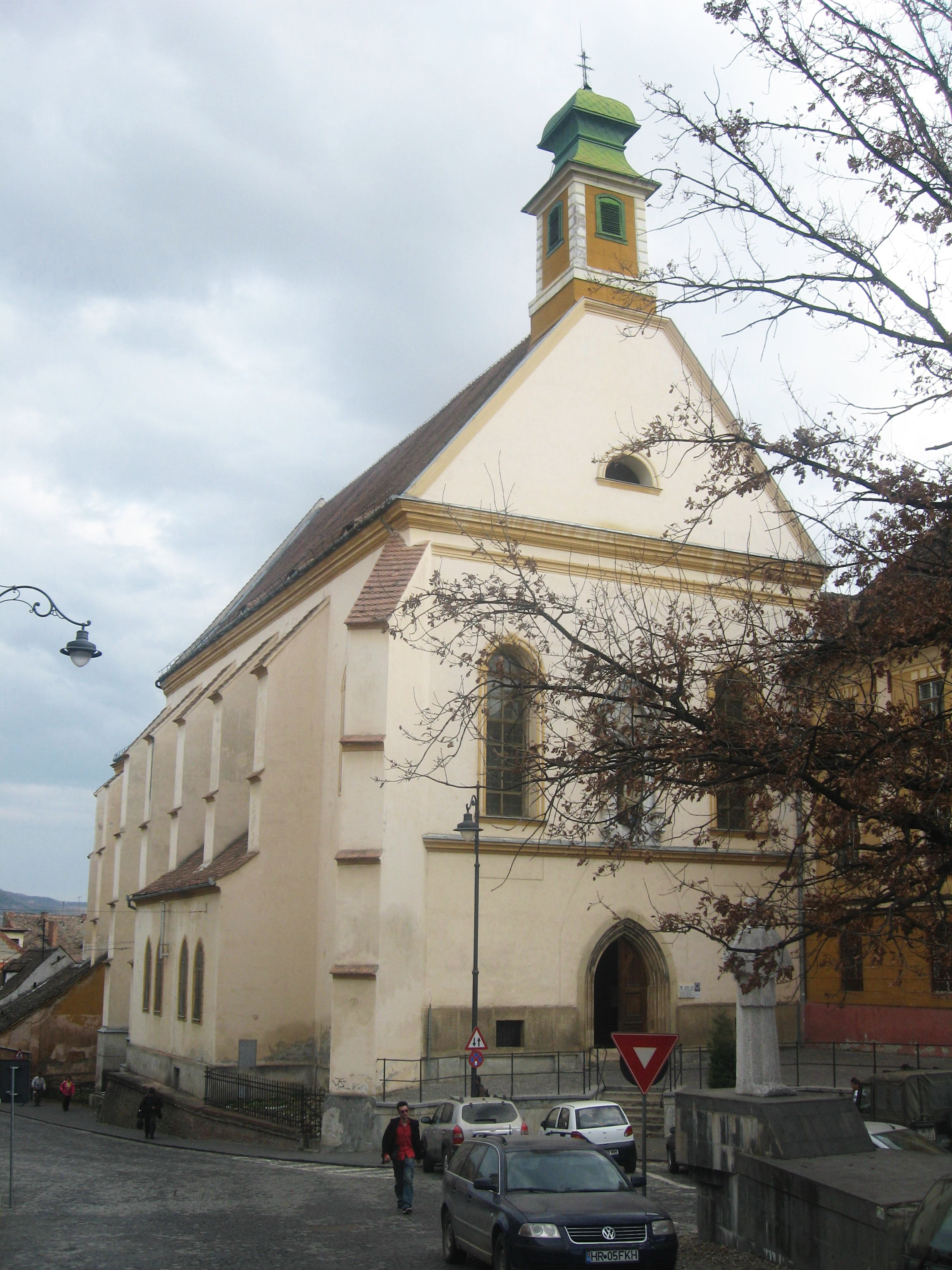
Igreja das Ursulinas
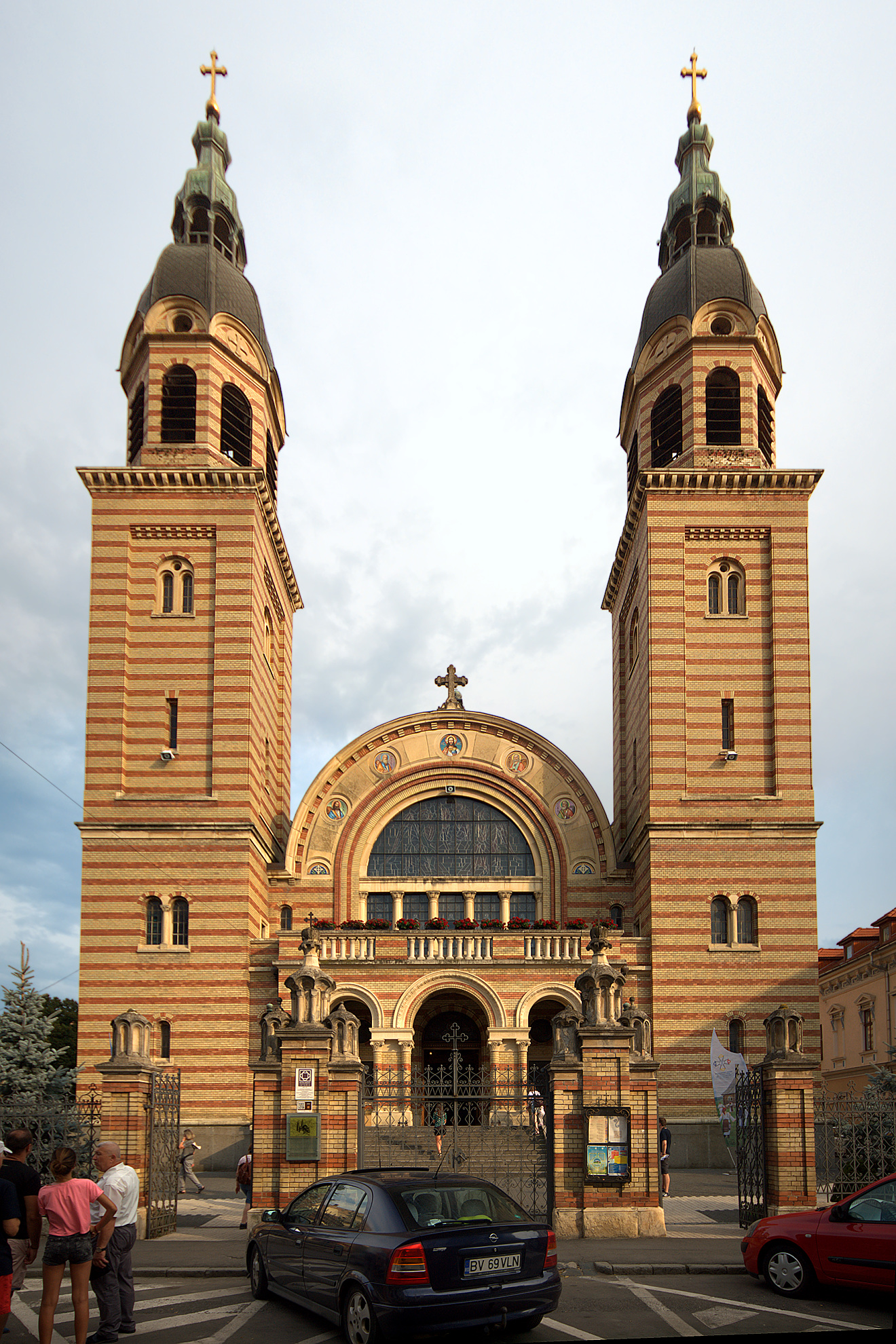
Catedral ortodoxa da Santa Trindade
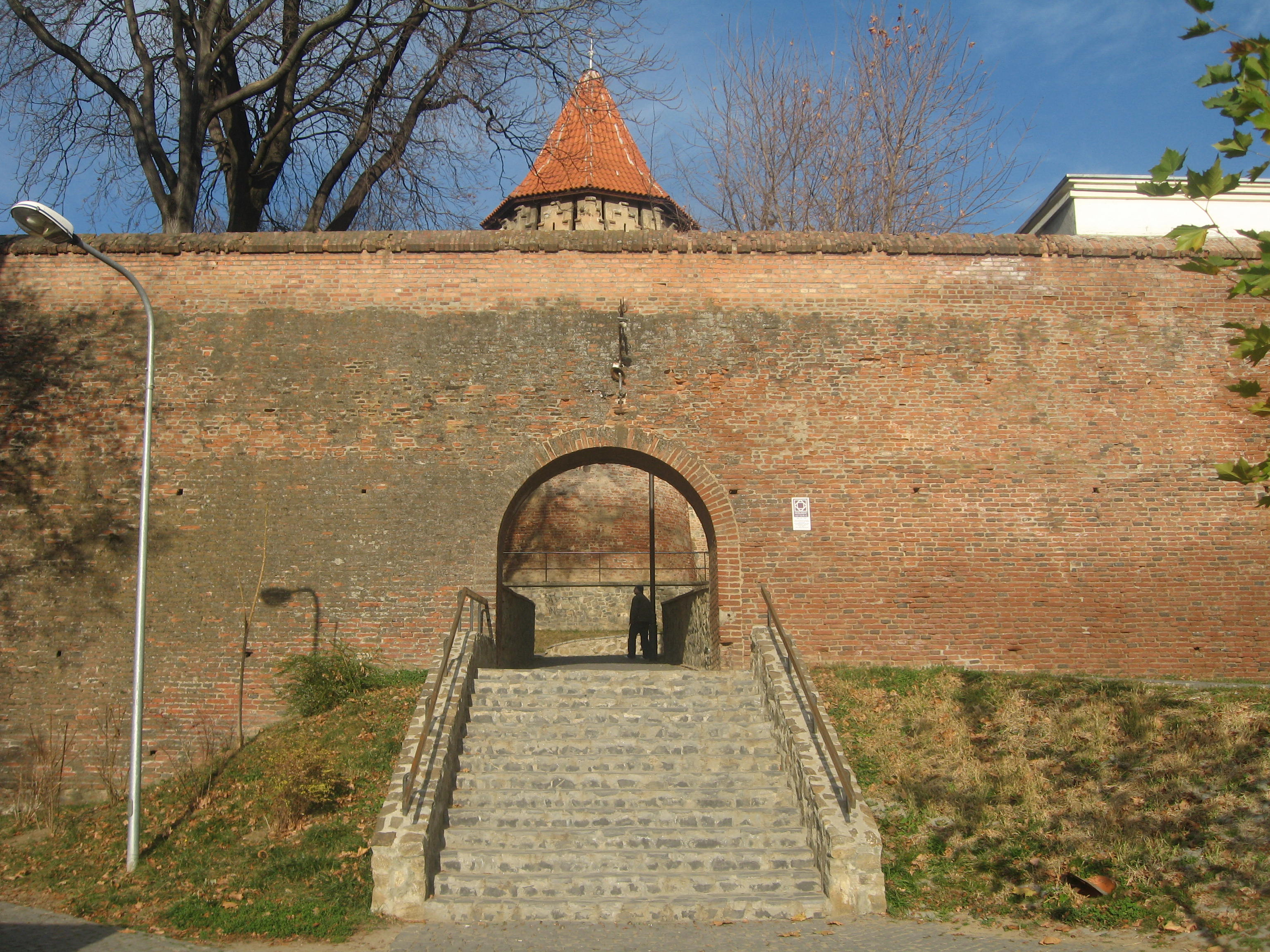
Muralha medieval

##### Fortificações
Sibiu foi uma das cidades fortificadas mais notáveis da Europa Central. Foram construídas várias cercas de muralhas em volta da cidade, a maior parte delas em tijolo. As fortificações da parte sudeste são as melhor conservadas e todas as três linhas paralelas ainda são visíveis. A primeira é uma barreira de terra, a segunda é uma muralha de tijolo vermelho com dez metros de altura e a terceira é outra muralha com dez metros de altura que liga várias torres. Todas as estruturas estão ligadas por um labirinto de túneis e passagens, desenhadas para assegurar o transporte entre a cidade e as linhas de defesa. No século XVI foram adicionados elementos mais modernos às fortificações, nomeadamente baluartes em forma de folha. Dois destes baluartes ainda existem atualmente: o de Haller (no fundo do Bulevar Coposu) e o de Soldisch.